# Clocher-mur
 (novembre 2021).

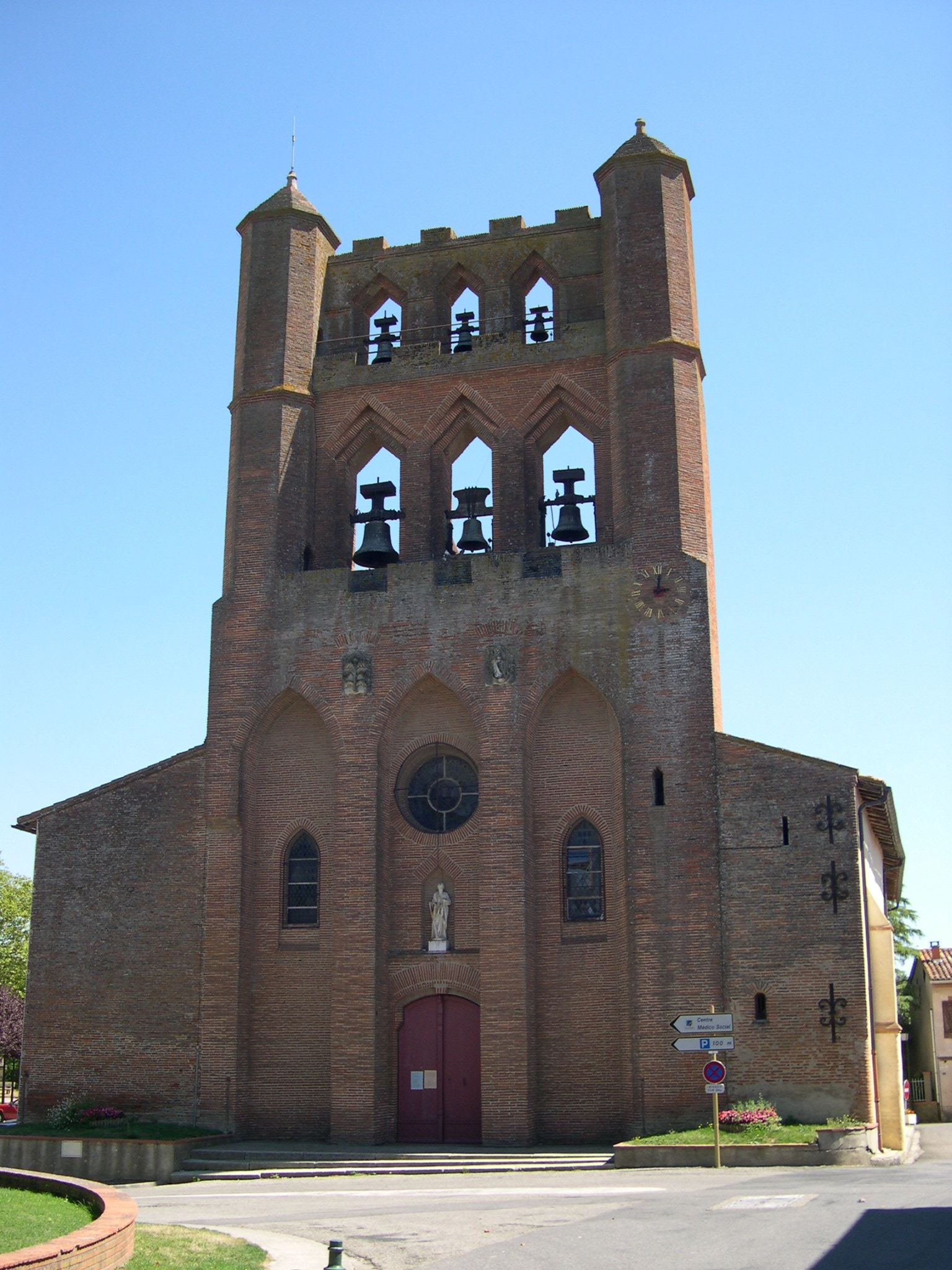
Clocher-mur à deux étages de baies campanaires de l'église de Montgiscard (Haute-Garonne).

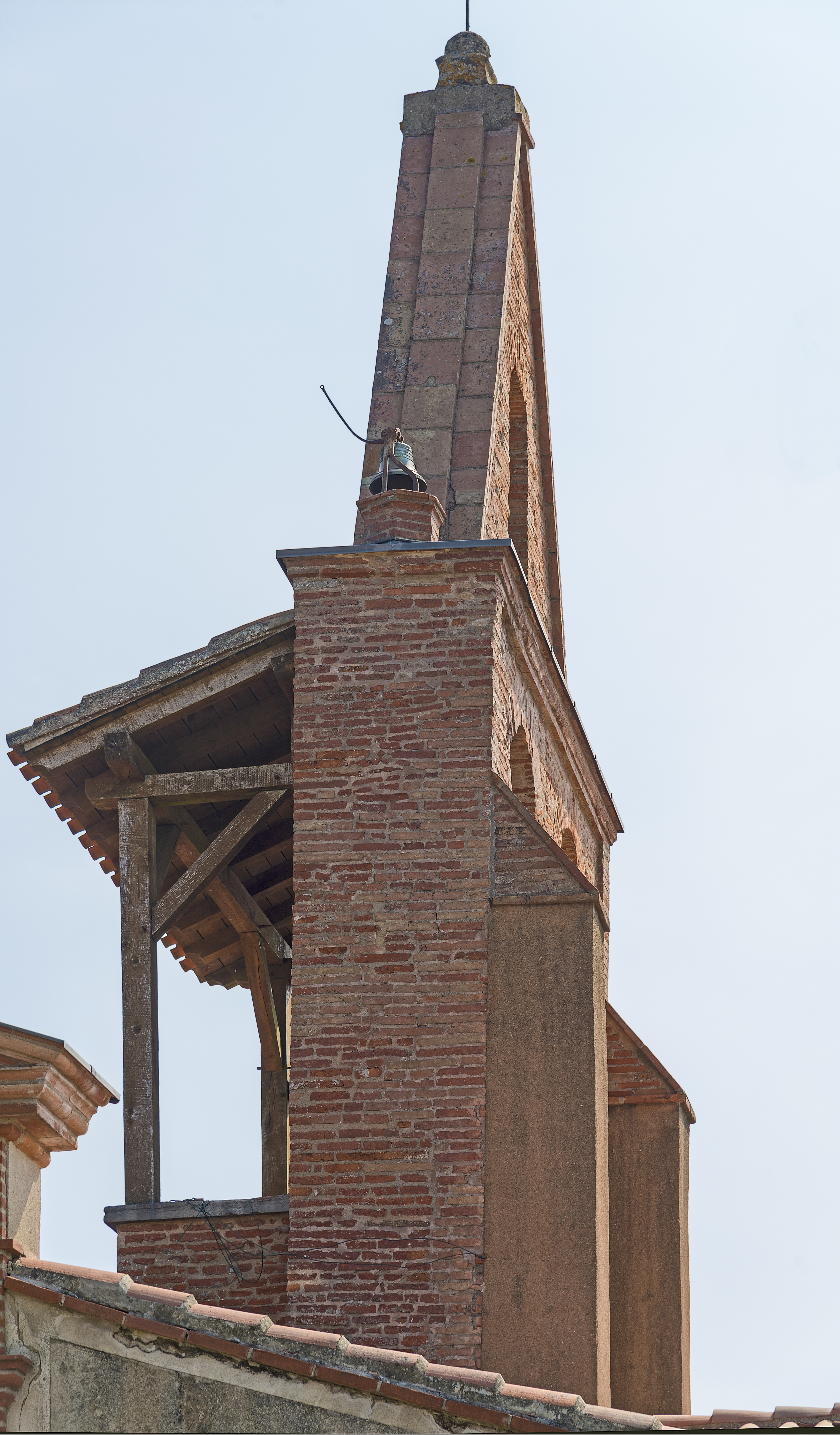
Profil d'un clocher-mur montrant l'abri des cloches à l'arrière (Pujaudran, Gers).

Un clocher-mur est un élément architectural, vertical et plat, placé en haut ou à l'avant d'un édifice (église le plus souvent) pour recevoir des cloches.
Il existe d’autres noms pour le même type de construction : « clocher-arcade », « clocher-peigne » (ou « clocher à peigne »), « clocher à arcade(s) », « clocher-pignon », « clocher en éventail », « clocher à jour », « panelle », « campenard », ou « mur campanaire ». Le mot « campenard », utilisé principalement en Picardie, est parfois orthographié « campenart » et on emploie plus souvent le terme de « clocher-mur », ainsi que « clocher-peigne ». Le terme « panelle » désigne le clocher-mur dans les Hautes-Alpes.

## Principe architectural
Il s'agit d'un mur unique percé d'une ou plusieurs baies destinées à accueillir une ou des cloches. En partie basse, les cloches peuvent être protégées par un auvent en charpente, jamais en maçonnerie. Un simple support en maçonnerie, pour une seule cloche, ne peut qu’être abusivement qualifié de « clocher-mur ».

## Répartition
- Ce type de clocher se trouve partout en France, de La Réunion aux Antilles françaises en passant par la Corse, l’Auvergne ou l’Alsace, surtout dans des chapelles de faible importance, mais certaines régions en ont fait un emploi caractéristique : en particulier dans le Sud-Ouest (Midi toulousain, Périgord, Limousin, Languedoc) ou la Catalogne, mais aussi dans une moindre mesure en Picardie et en Provence, voire très ponctuellement en Bretagne.
- Il est très répandu dans la péninsule Ibérique et en Amérique du Sud (même en Guyane, Suriname ou Guyana), plus rare en Italie.

## Particularités régionales françaises

### Aquitaine

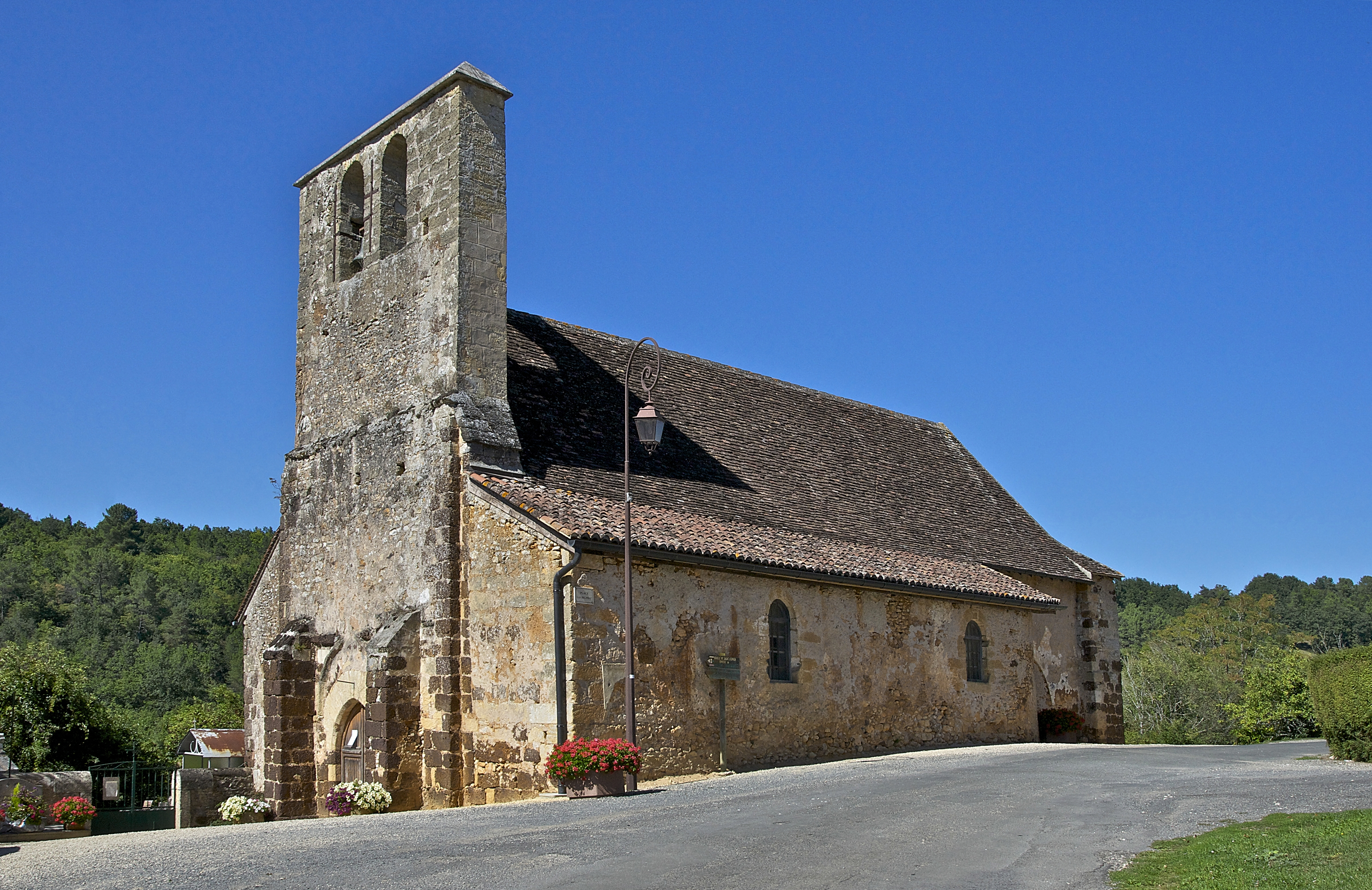
L'église Saint-Saturnin à Rouffignac-Saint-Cernin-de-Reilhac (Dordogne) et son clocher-mur.

#### Entre-deux-Mers
La zone girondine appelée Entre-deux-Mers (située entre la Garonne et la Dordogne) possède un grand nombre d'églises dotées d'un clocher-mur.

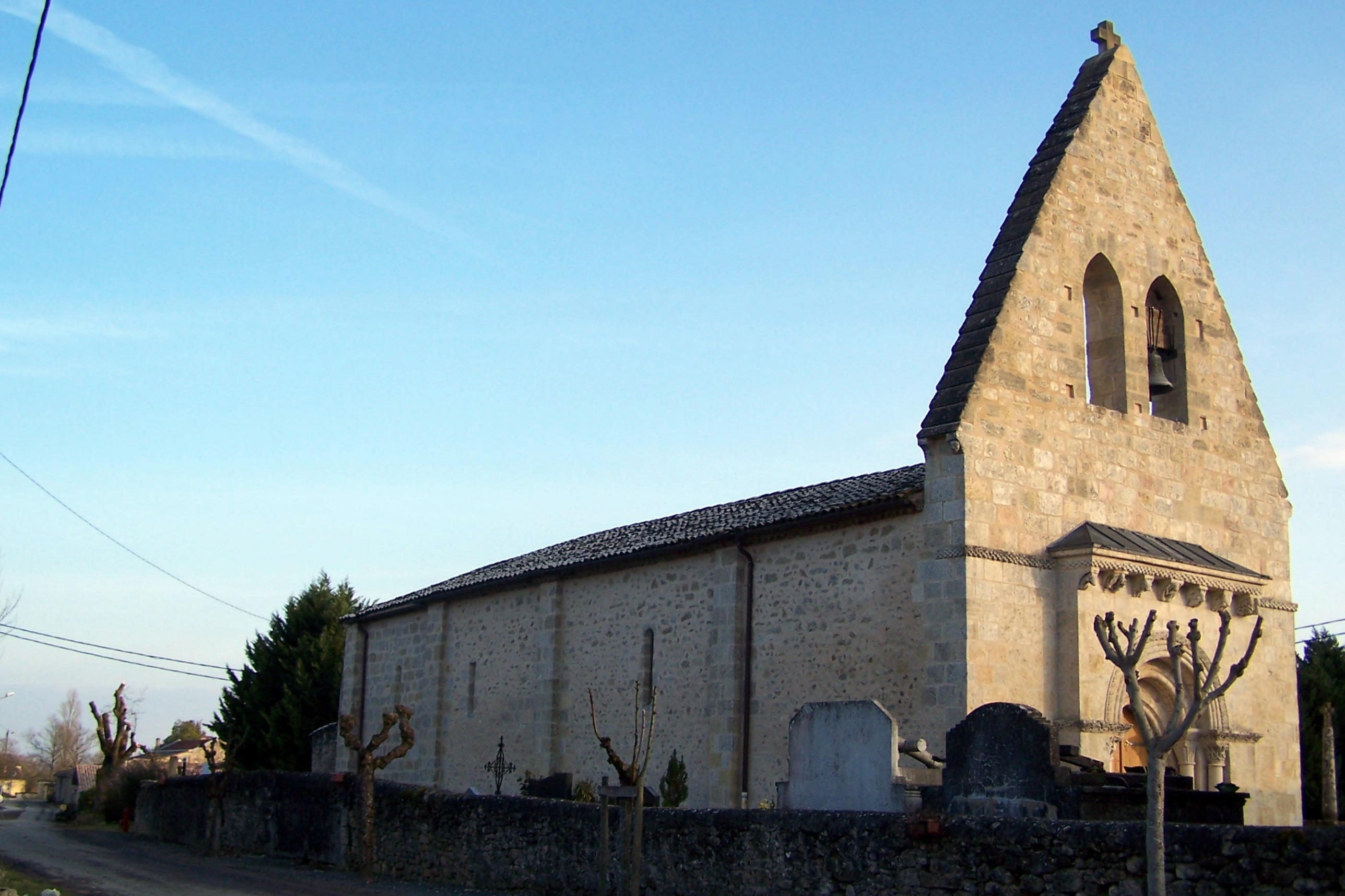
Église Saint-Christophe du Puch à Sauveterre-de-Guyenne.
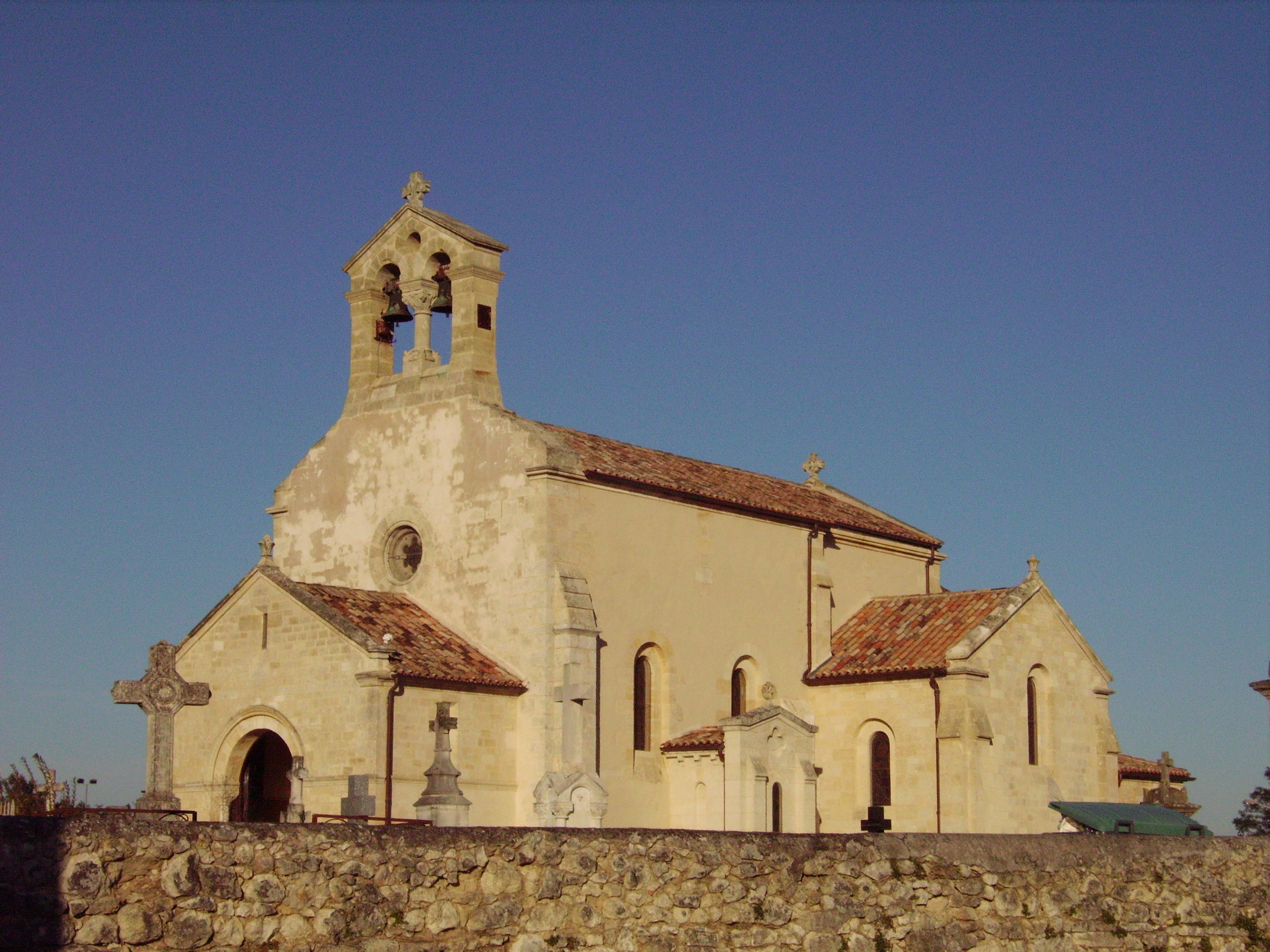
Saint-Médard-d'Eyrans.
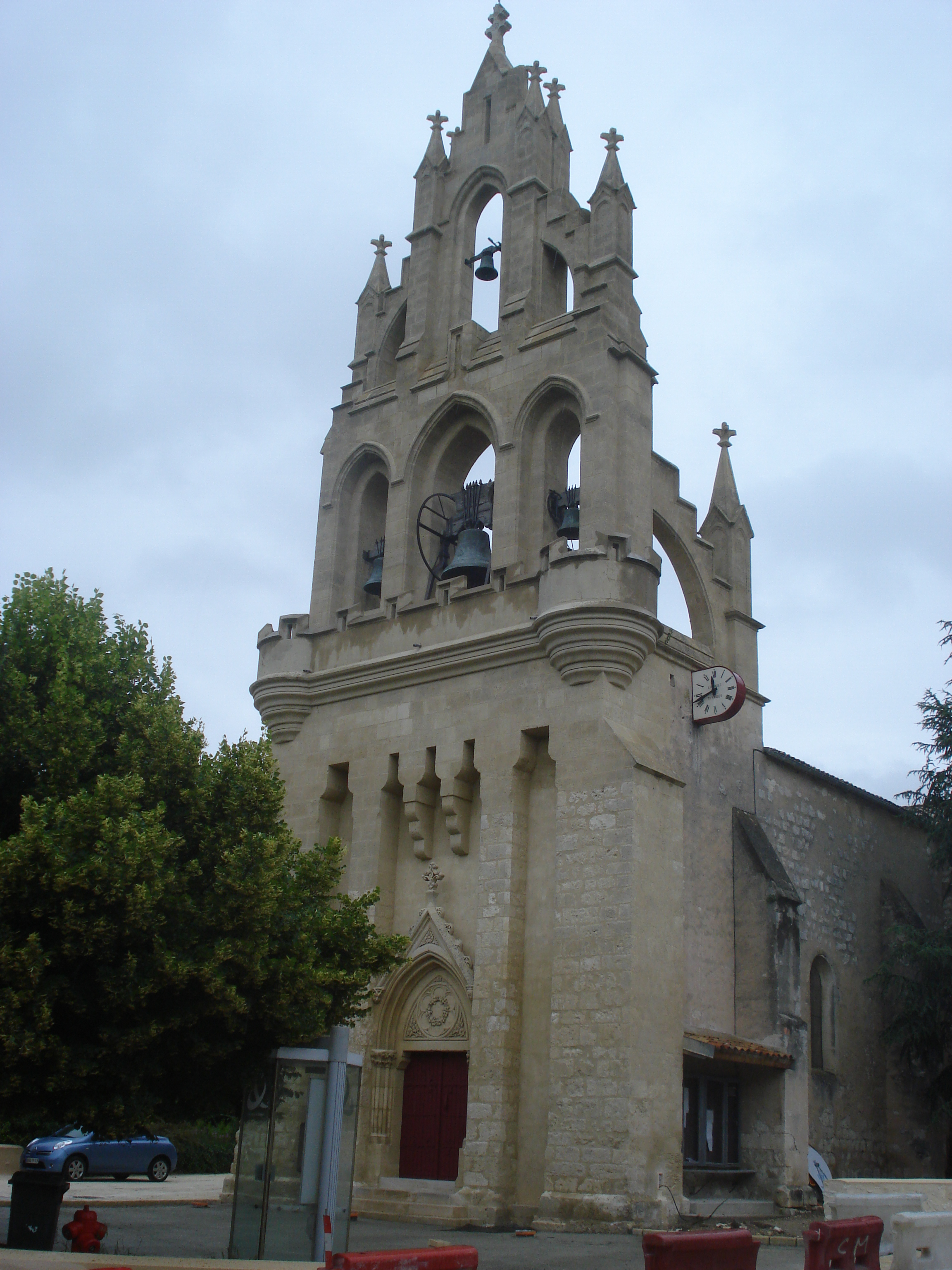
Les Lèves.

#### Clochers trinitaires souletins
La province basque de la Soule (Pyrénées-Atlantiques) se caractérise par un grand nombre de clochers-murs dits trinitaires : ils sont sommés de trois pointes représentant la Trinité.

Clocher trinitaire de Gotein-Libarrenx.
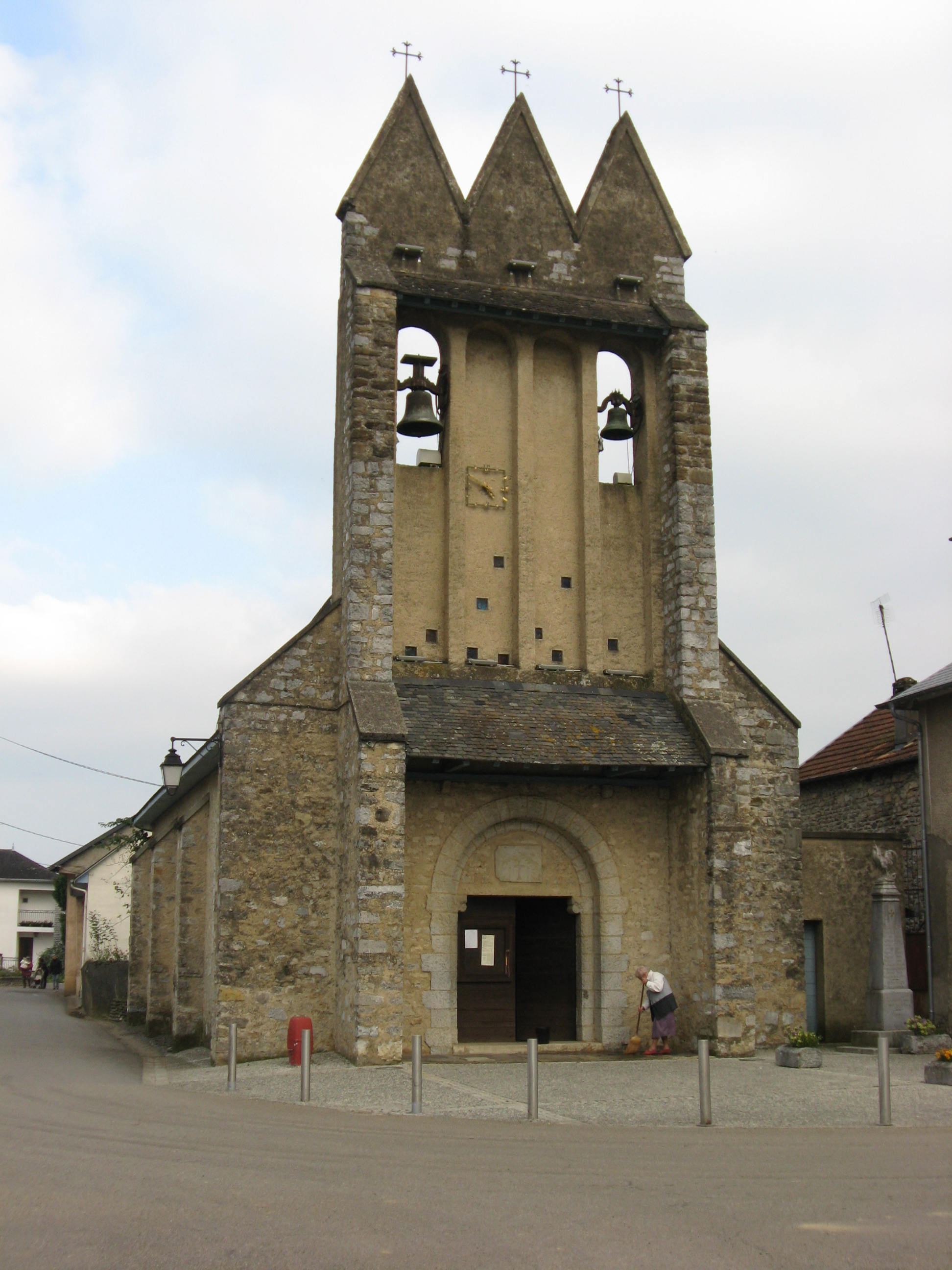
Agnos.

### Bretagne
En Bretagne, au XVe siècle, le clocher-mur est très simple, avec un modeste clocheton à une seule baie. La tour couronnée d'une flèche est réservée aux paroisses opulentes. Une solution intermédiaire est trouvée pour la chapelle Notre-Dame-de-Kérinec : le pignon épais (2,25 m et, dans sa partie centrale, 2,70 m) s'amortit en une pile qui s'élève au-dessus du niveau de faîte de la nef. Au sommet de cette pile, on établit une plate-forme encorbellée, qui supporte un beffroi couronné d'une flèche. On accède à la plate-forme par une tourelle d'escalier accostée au clocher. Au XVe siècle, on trouve également ce type de clocher-mur à Notre-Dame de Kernascléden, à Saint-Fiacre du Faouët et à Notre-Dame-de-la-Joie, en Penmarc'h. On le trouve ensuite dans des édifices du XVIe siècle.
En 1499, dans la chapelle Saint-Nicolas de Plufur, le dispositif est adapté à un mur beaucoup moins épais (1,20 à 1,30 m). L'architecte place des contreforts sur la pile centrale elle-même. La pile est raidie — jusqu'à la plate-forme — de quatre contreforts de plan constant : deux en façade, deux à l'arrière. Son plan n'est donc plus carré ni rectangulaire, mais en forme de H écrasé. Saint-Nicolas est le prototype du « style Beaumanoir », qui se répand principalement dans le Bas-Trégor, et que l'on trouve parfois dans le Léon et en Cornouaille. Il est beaucoup imité jusqu'au XIXe siècle.

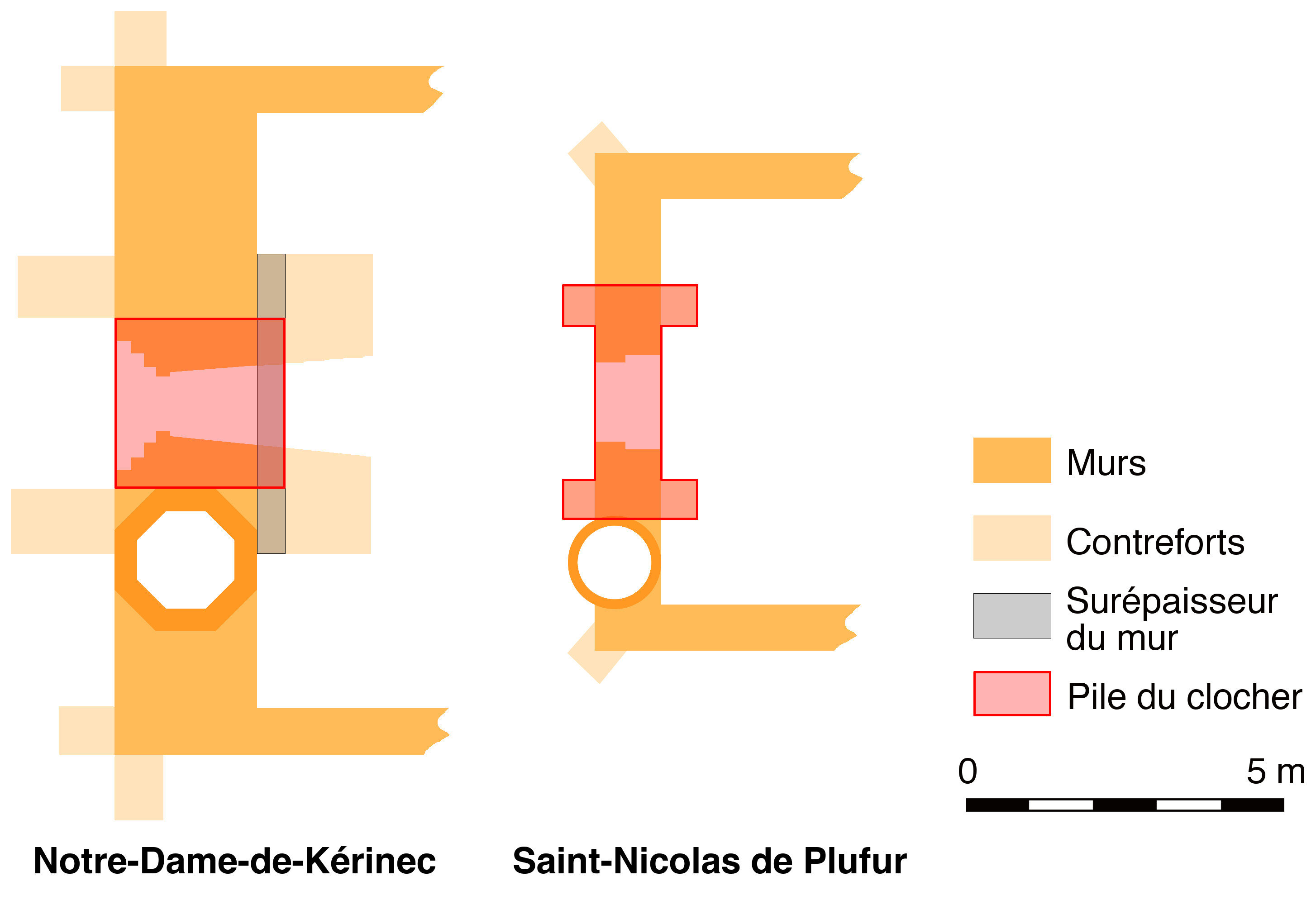
Mur très épais et pile à plan carré pour Notre-Dame-de-Kérinec. Mur moins épais et pile à plan « en H » pour Saint-Nicolas de Plufur.

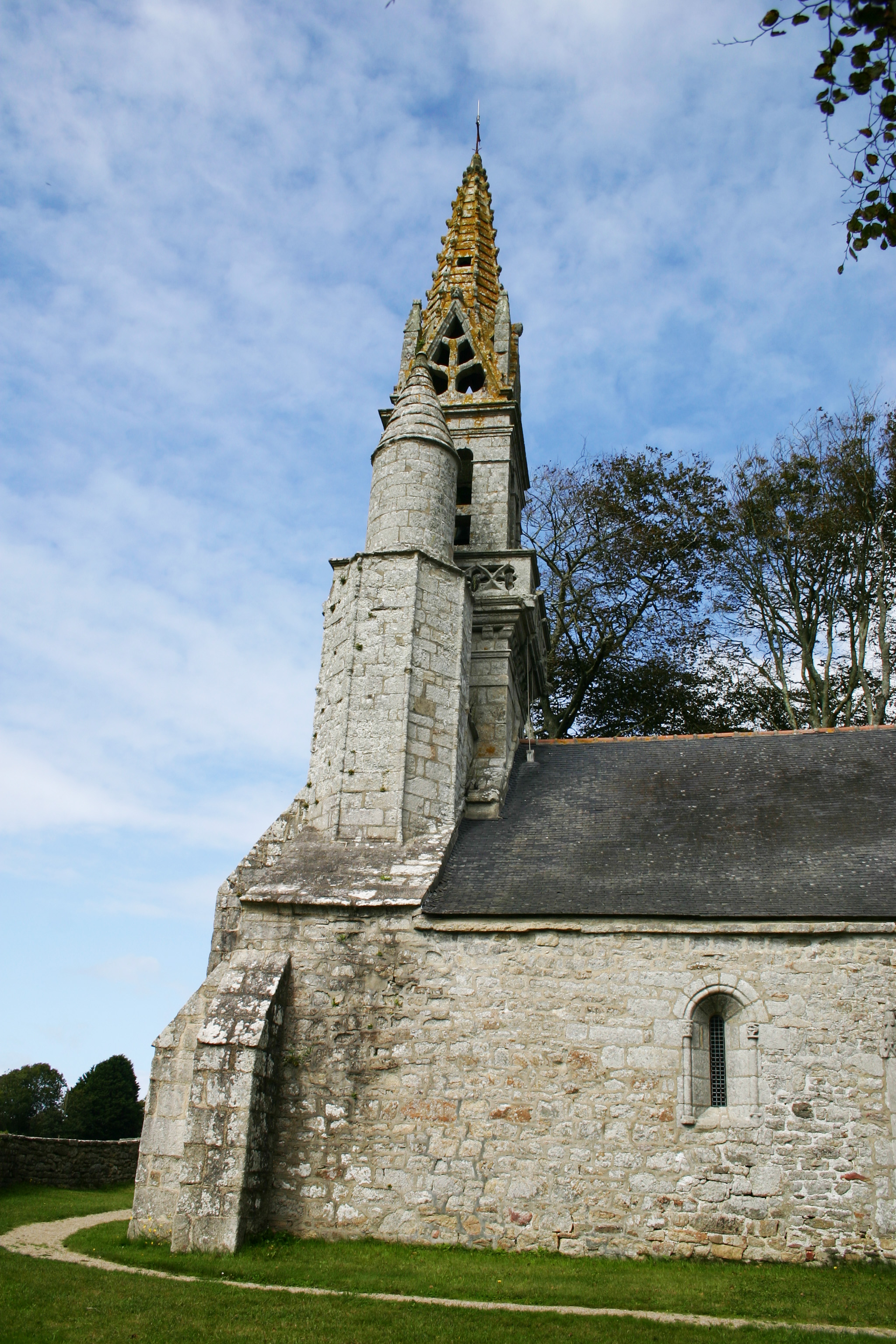
Chapelle Notre-Dame-de-Kérinec en Poullan-sur-Mer
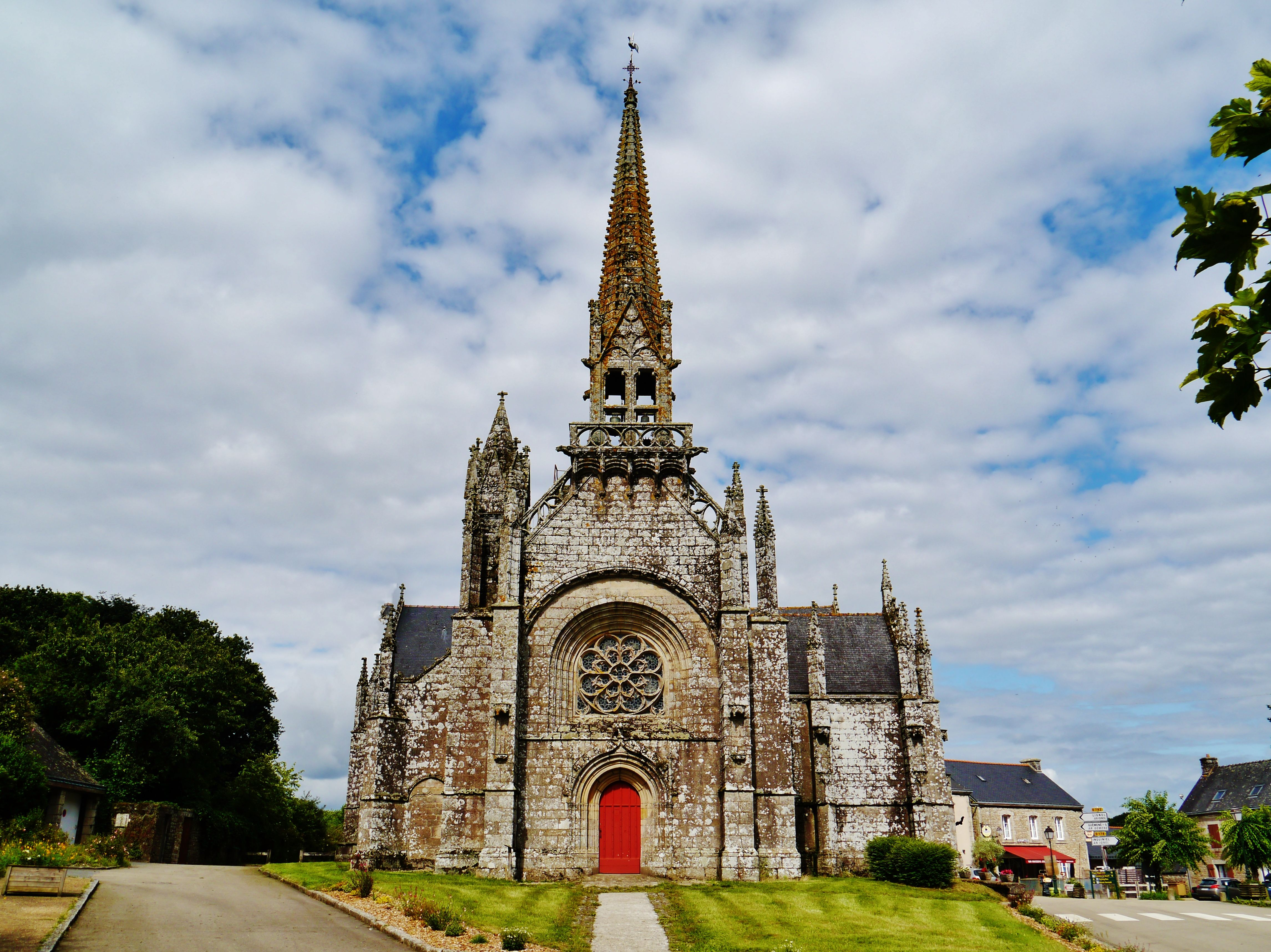
Église Notre-Dame à Kernascléden
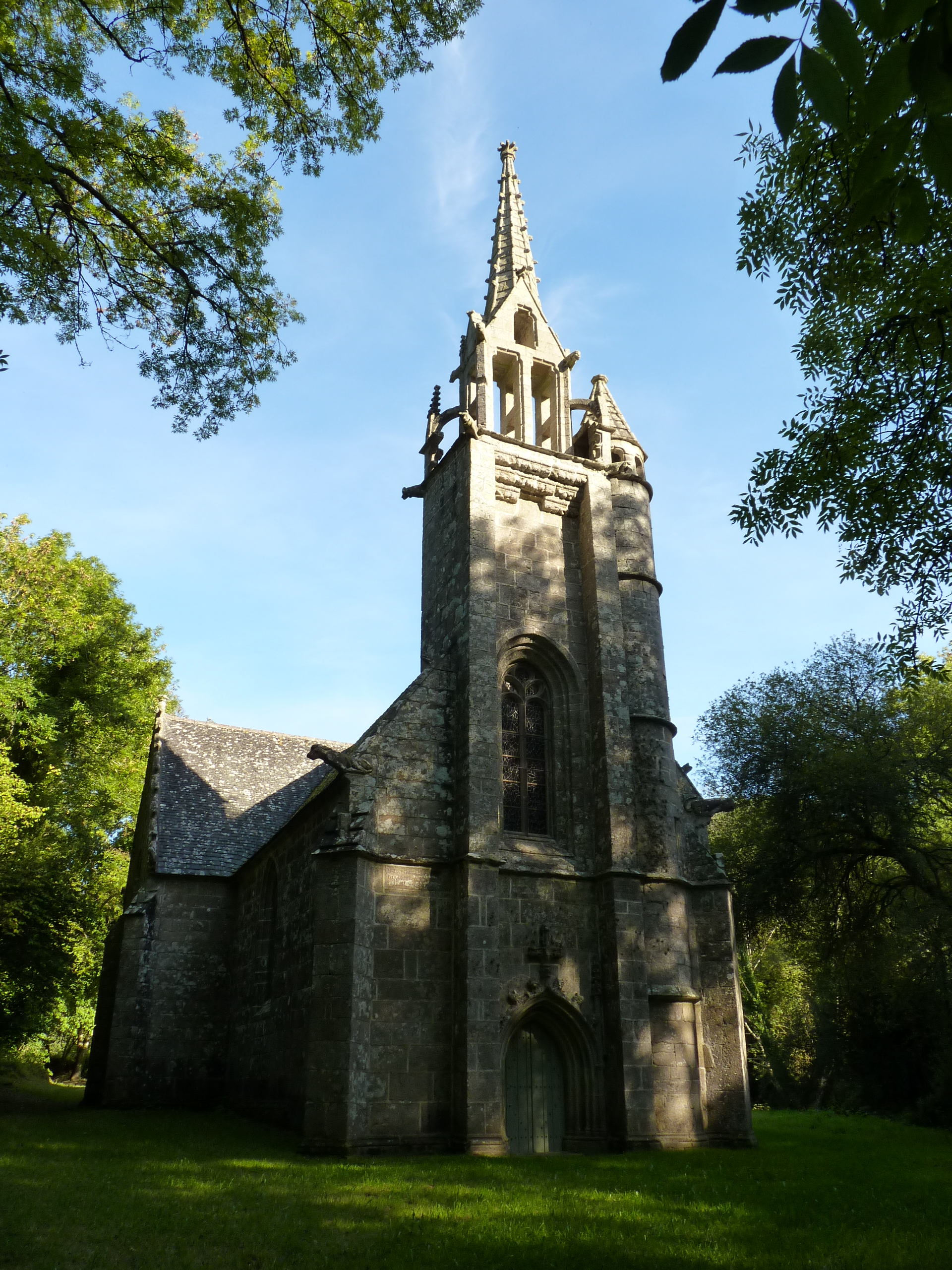
Chapelle Saint-Nicolas en Plufur
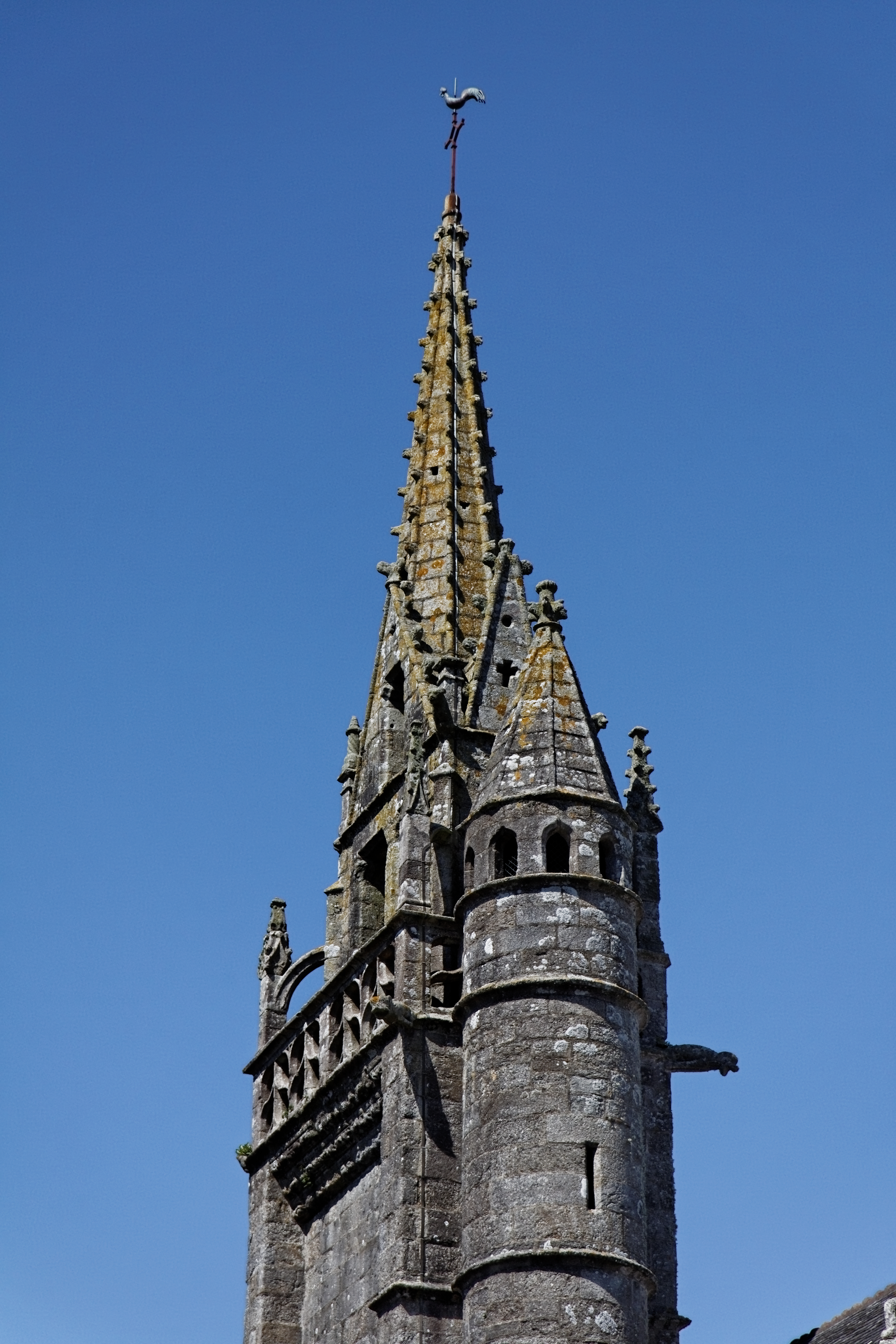
Église Saint-Miliau à Guimiliau
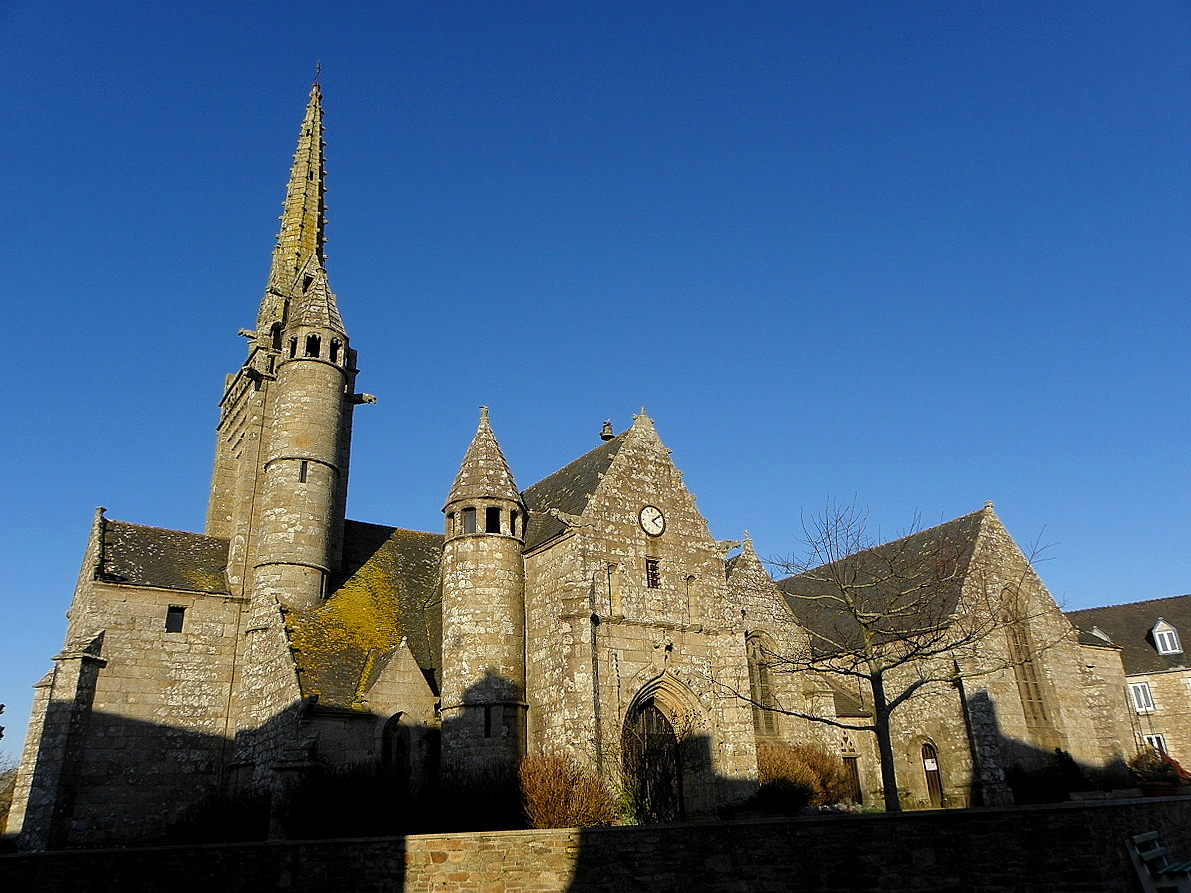
Église Saint-Milliau à Ploumilliau
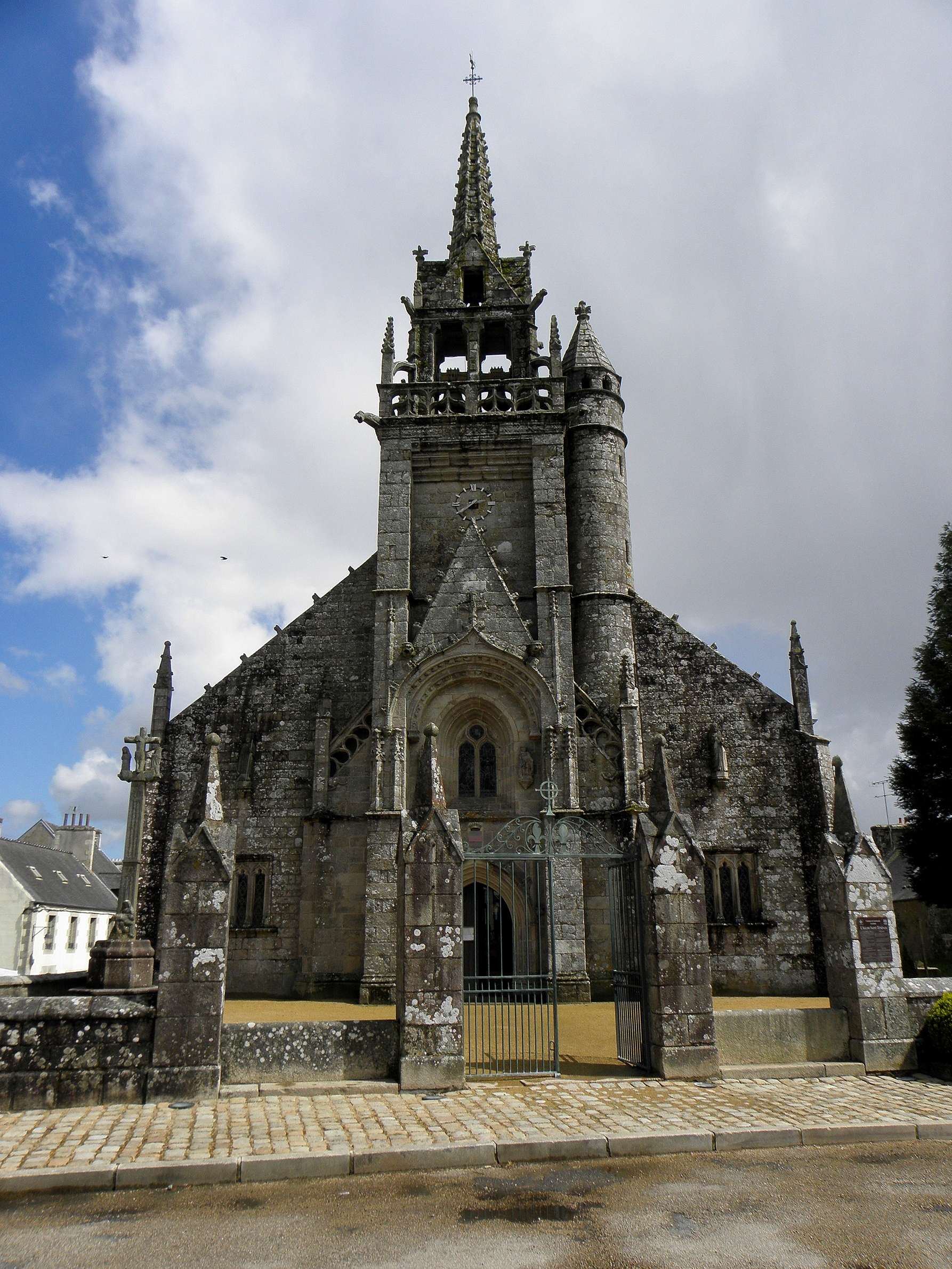
Église Saint-Ténénan à Guerlesquin
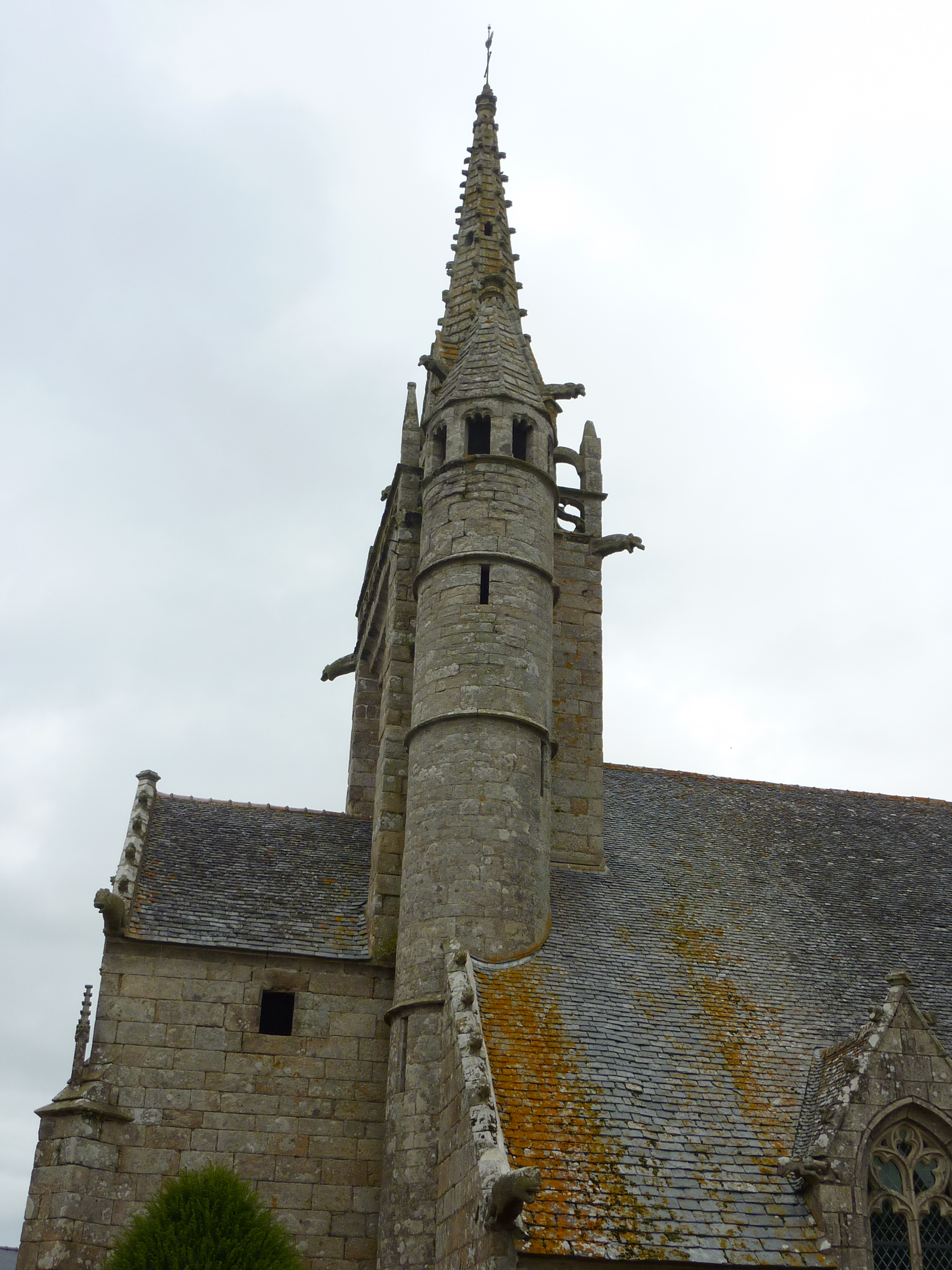
Église Saint-Yves à Plougonven

### Limousin
L'église abbatiale d'Aubazine, qui fut l'une des plus grandes églises du Limousin, comporte une façade « clocher-mur limousin » avec un pignon triangulaire percé de trois baies pour les cloches.

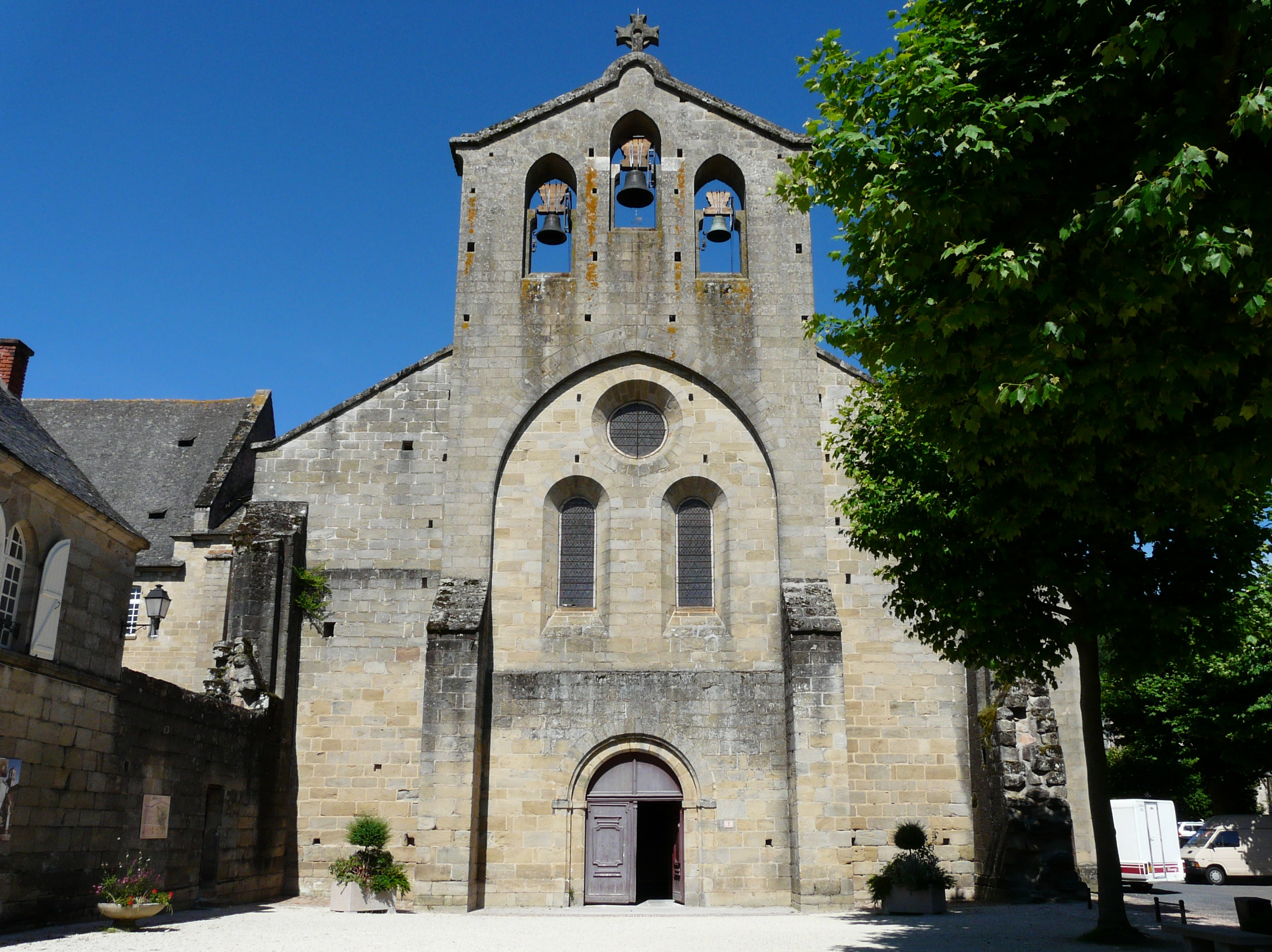
L'église abbatiale d'Aubazine (Corrèze).
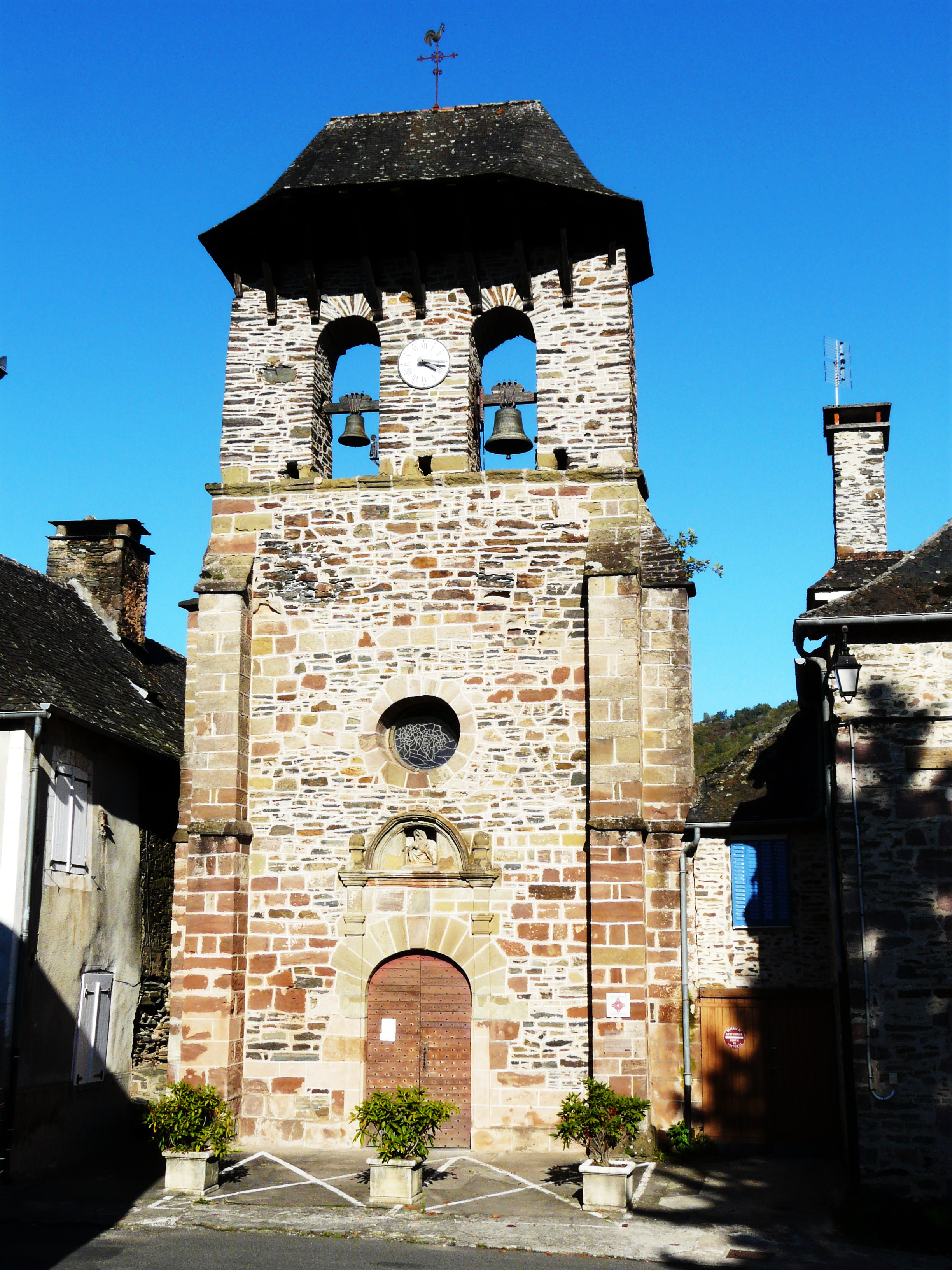
Chapelle du Saillant à Voutezac (Corrèze).
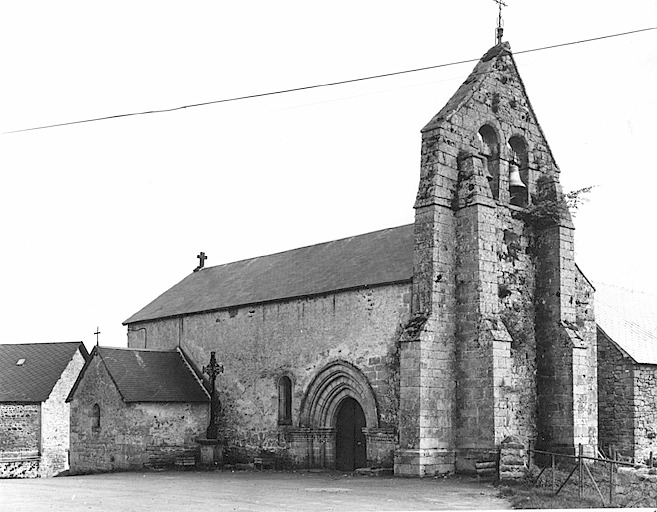
L'église Saint-Jean-Baptiste, Saint-Clair de Féniers (Creuse).
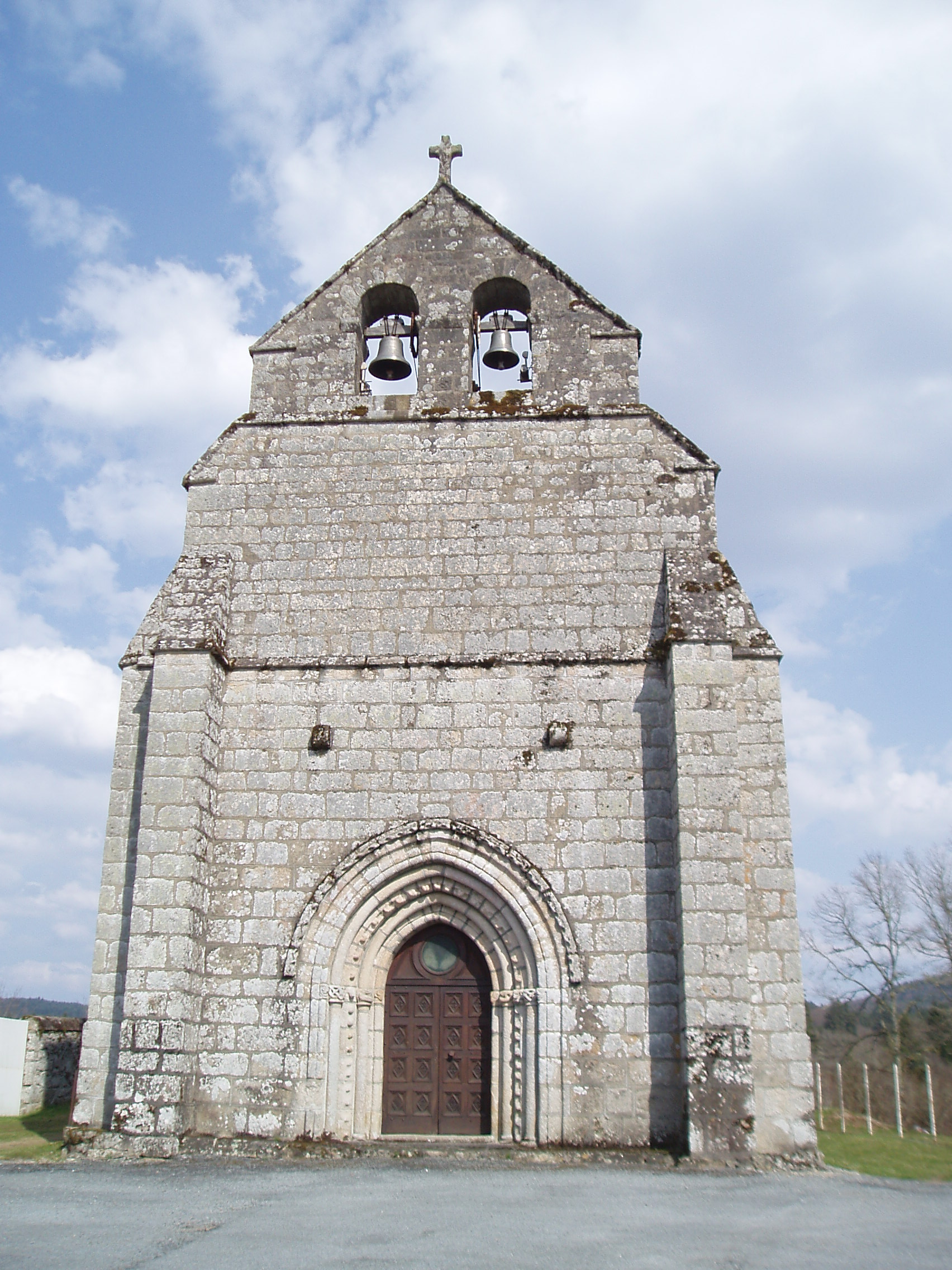
Église Saint-Robert de La Villedieu (Creuse).
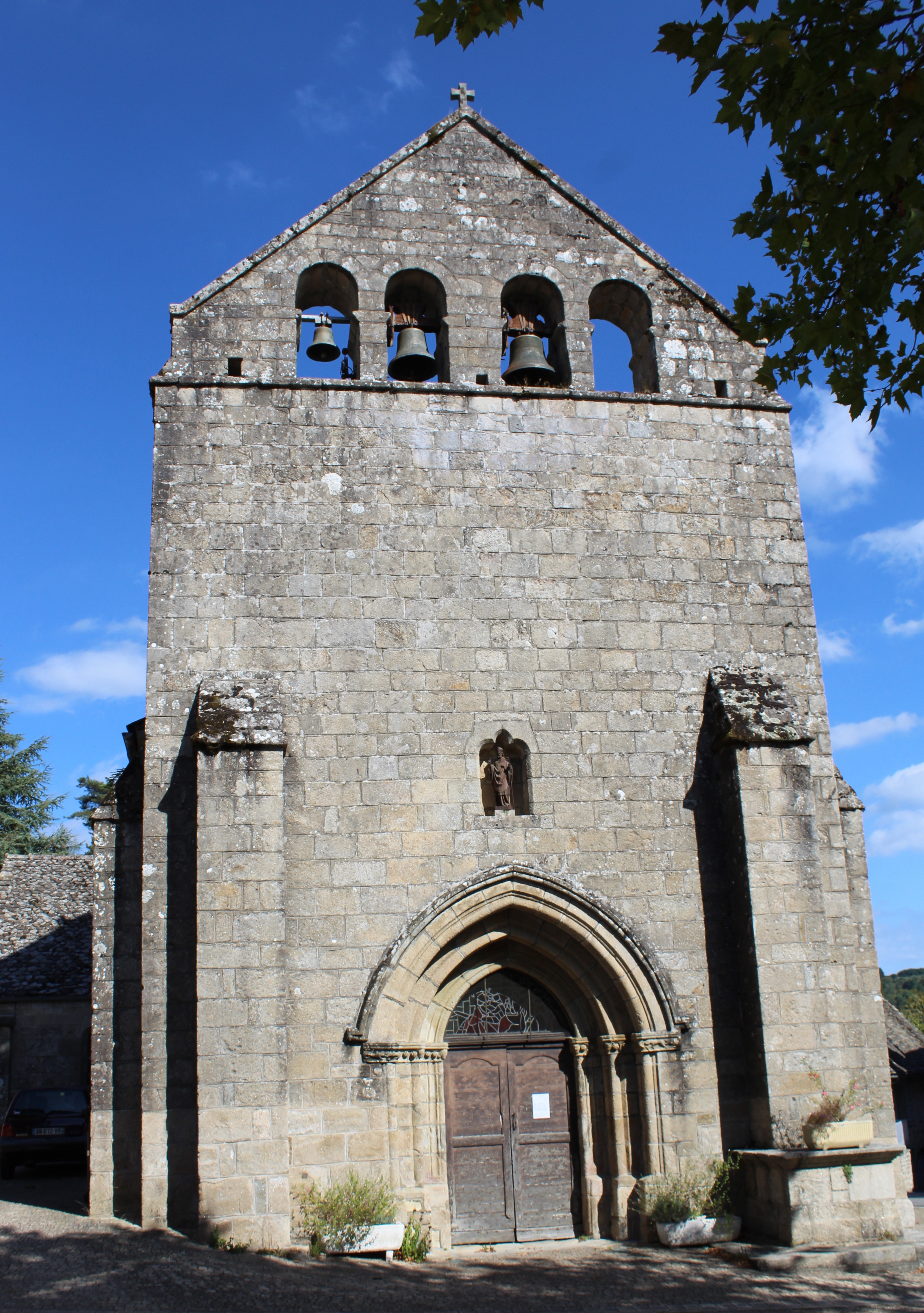
Clocher mur avec quatre baies et trois cloches de l'église de La Roche-Canillac (Corrèze).

### Midi toulousain
La région toulousaine connaît un développement exceptionnel du clocher-mur, avec la construction en brique et un emploi fréquent à partir de l'époque gothique, de l'arc en mitre typique inspiré des grandes églises toulousaines (église Notre-Dame du Taur). Le clocher-mur s'étend aussi aux régions voisines où la pierre est le matériau de construction principal.
Viollet-le-Duc en fait mention dans son Dictionnaire (article « Clocher »), sans lui donner de nom particulier : 

« Il existe des clochers […] dans la Guyenne et le Languedoc, où les constructions de briques sont si fréquentes, qui possèdent jusqu'à cinq, six et même dix arcades propres à recevoir des cloches ; ce sont le plus souvent de simples pignons percés de baies posées trois trois, ou trois et deux, trois, deux et une, ou quatre, trois, deux et une. Ces sortes de clochers n'ont pas généralement de caractère architectonique qui les distingue des bâtisses plus vulgaires ; cependant on rencontre près de Toulouse quelques clochers assez élégants élevés d'après ce principe : nous citerons entre autres celui de Ville Nouvelle, dont les deux étages d'arcades triples sont flanqués de deux tourelles contenant des escaliers, avec passage d'une tourelle à l'autre devant les arcades. »

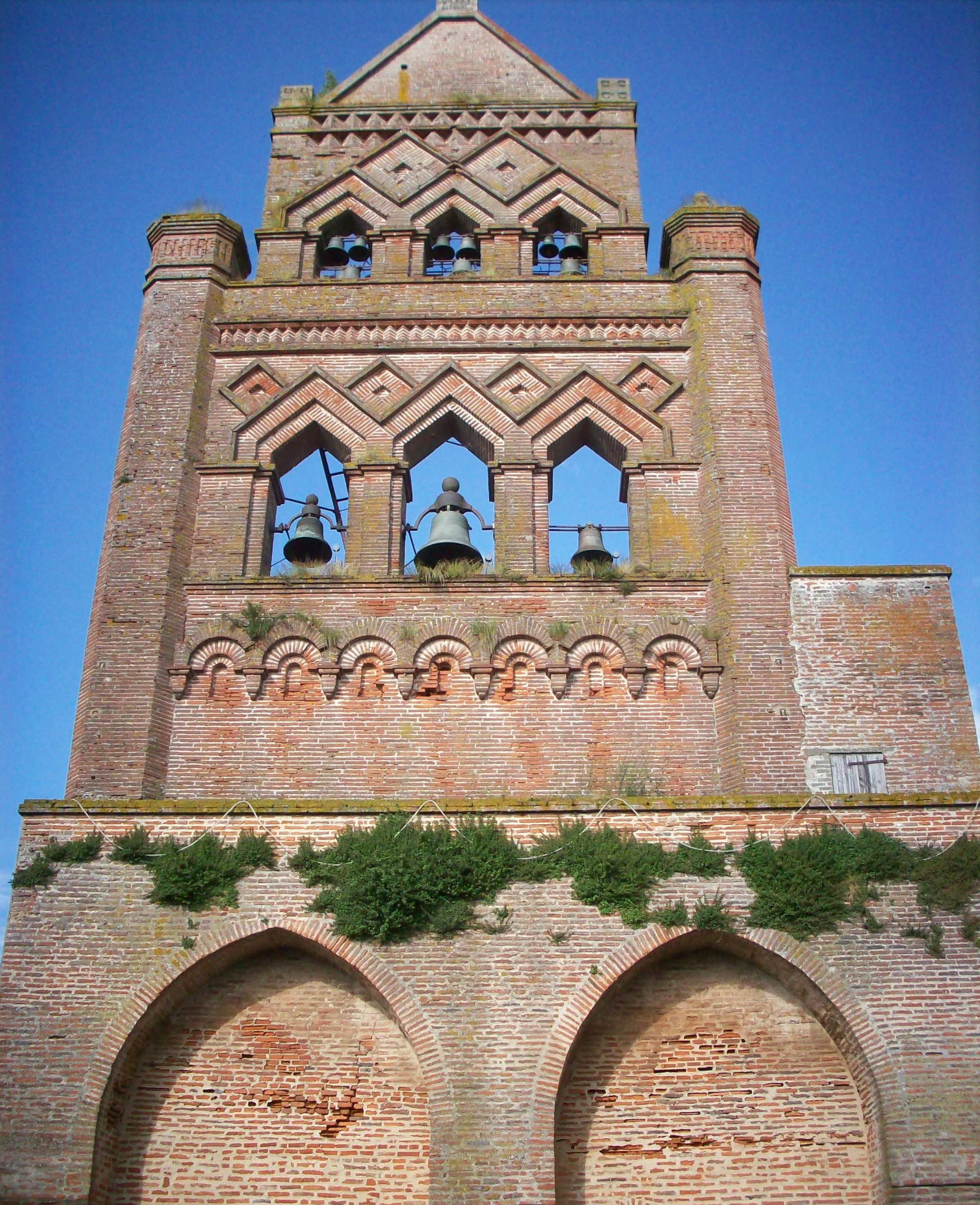
Miremont.
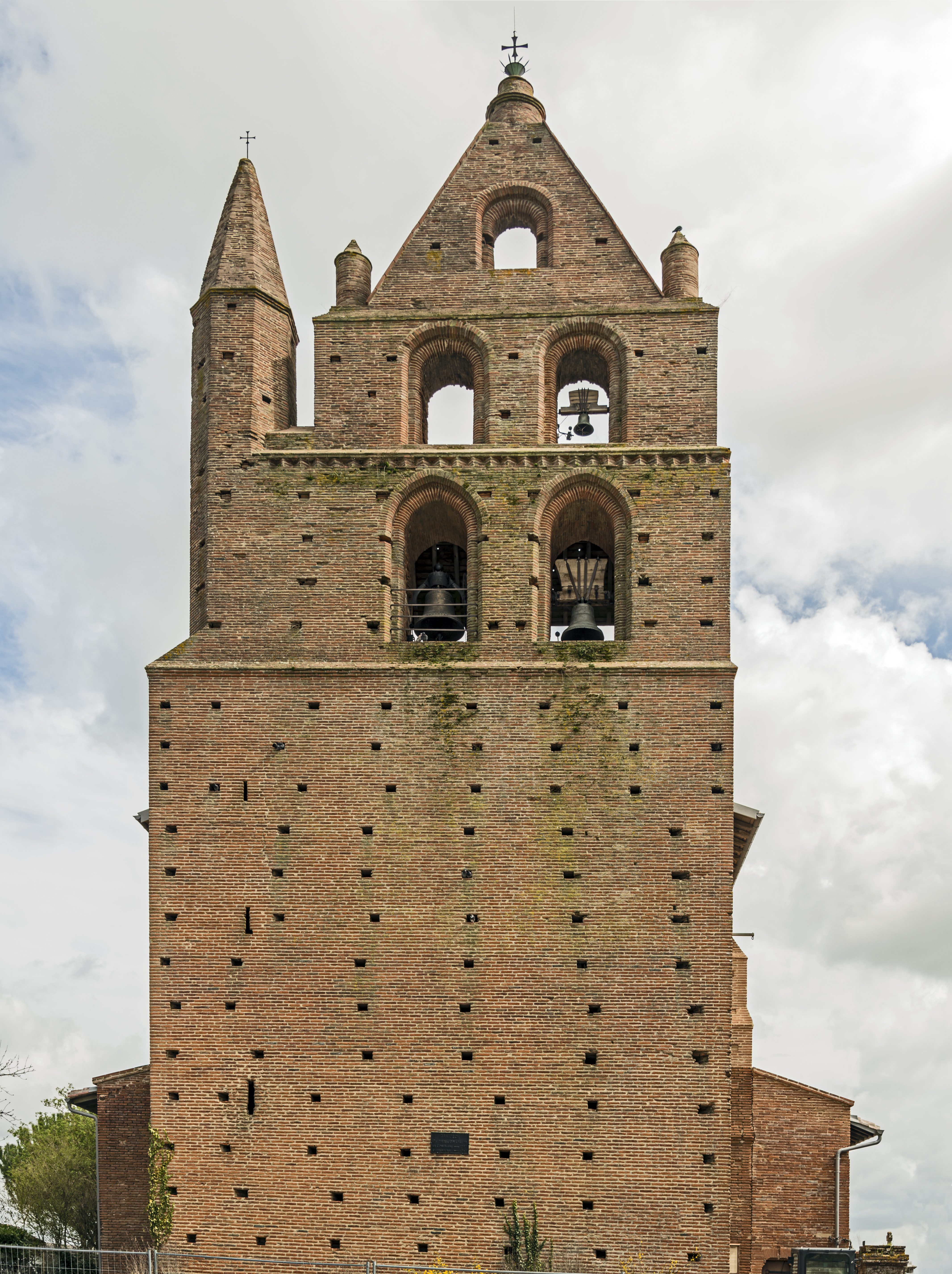
Garidech.
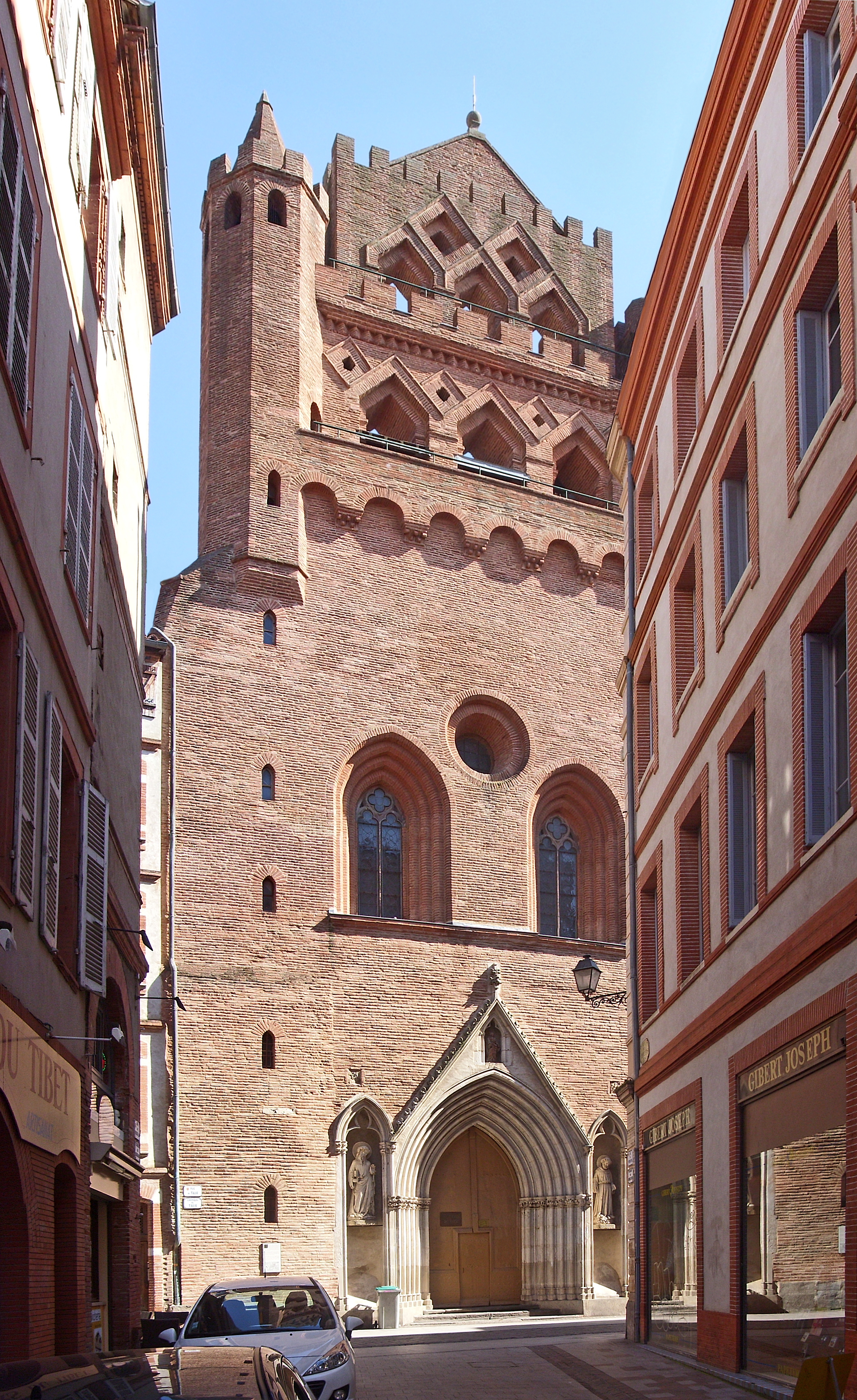
Toulouse Notre-Dame du Taur.
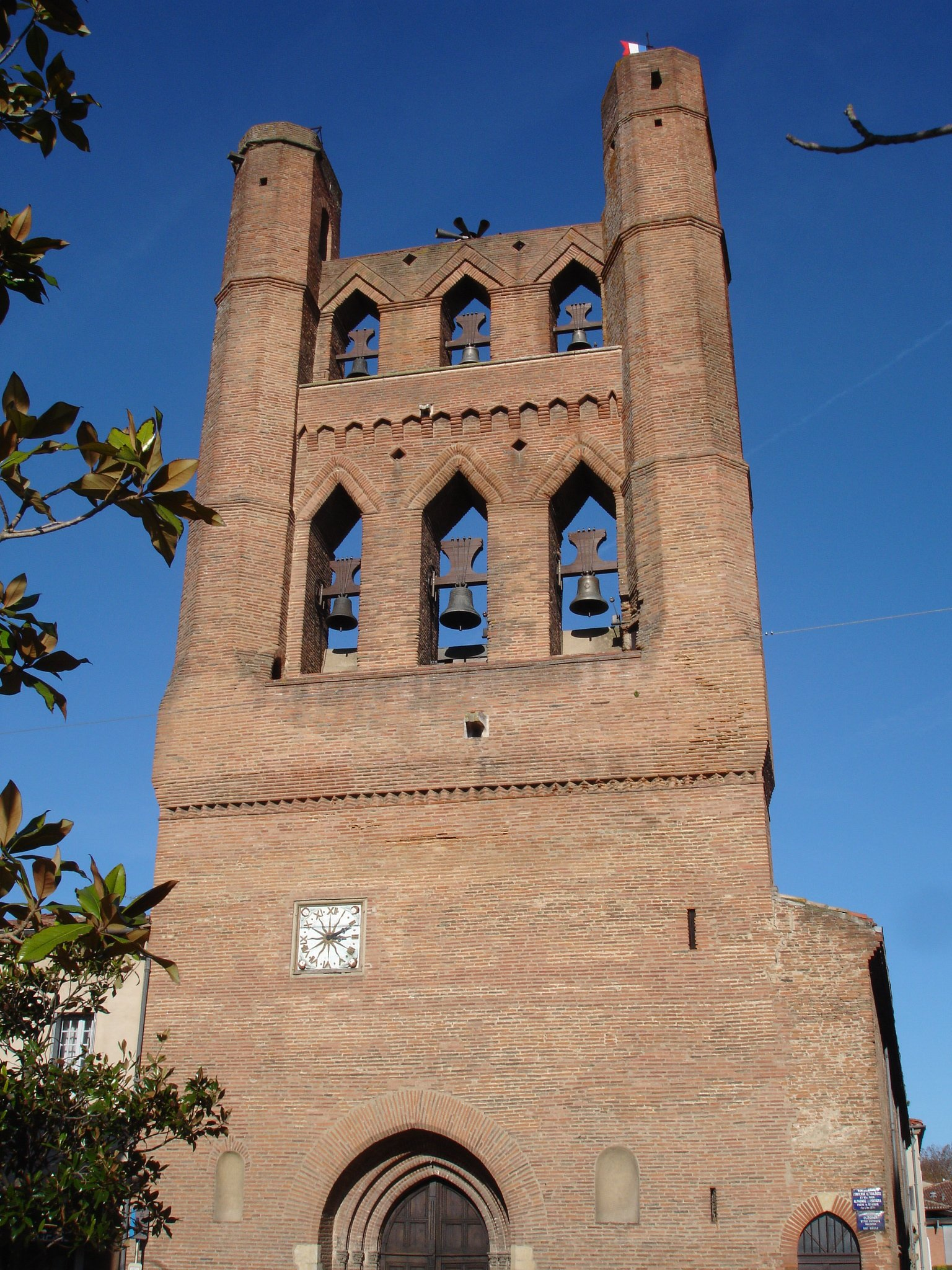
Villefranche-de-Lauragais.
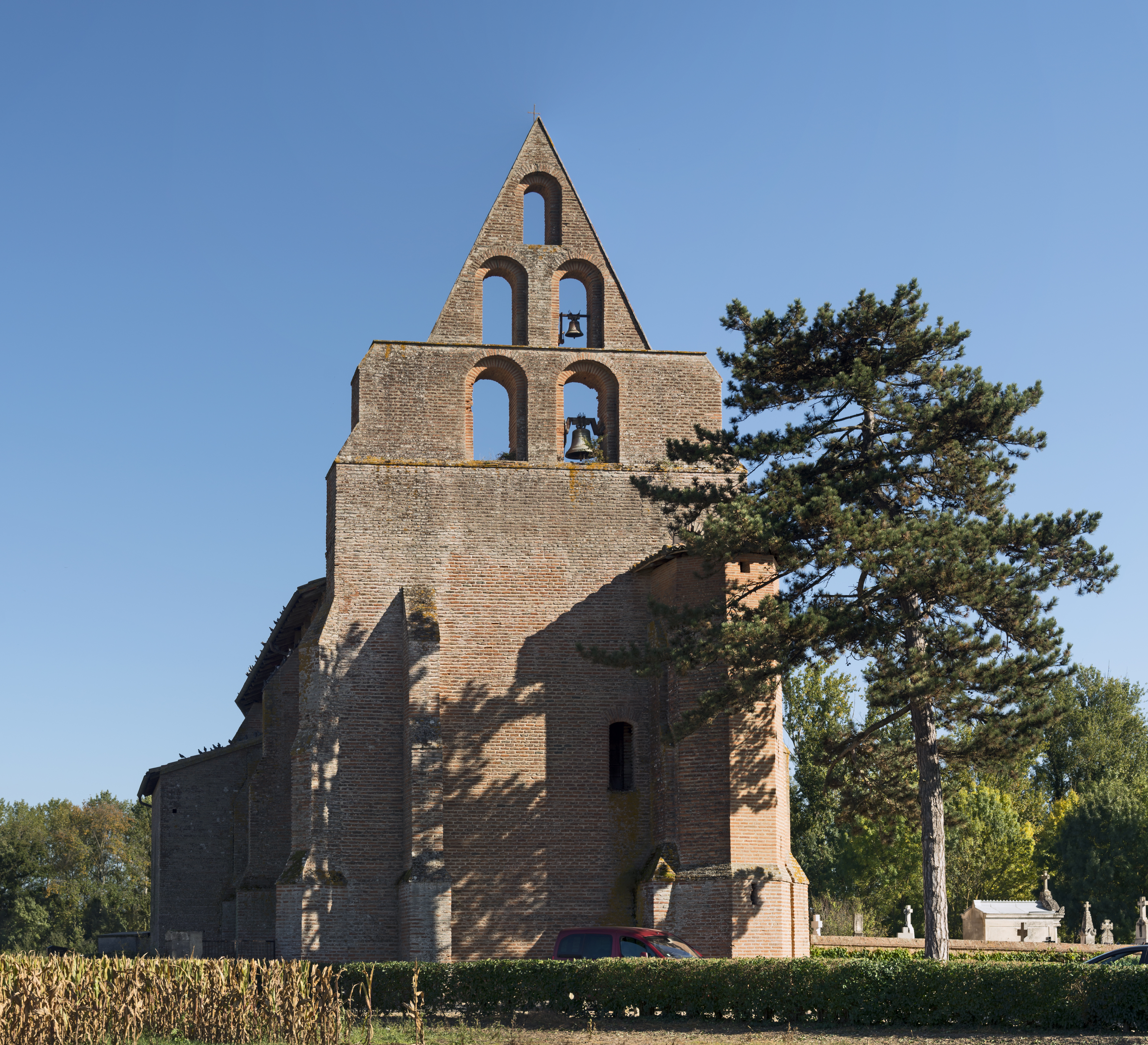
Nohic, XIIIe siècle.
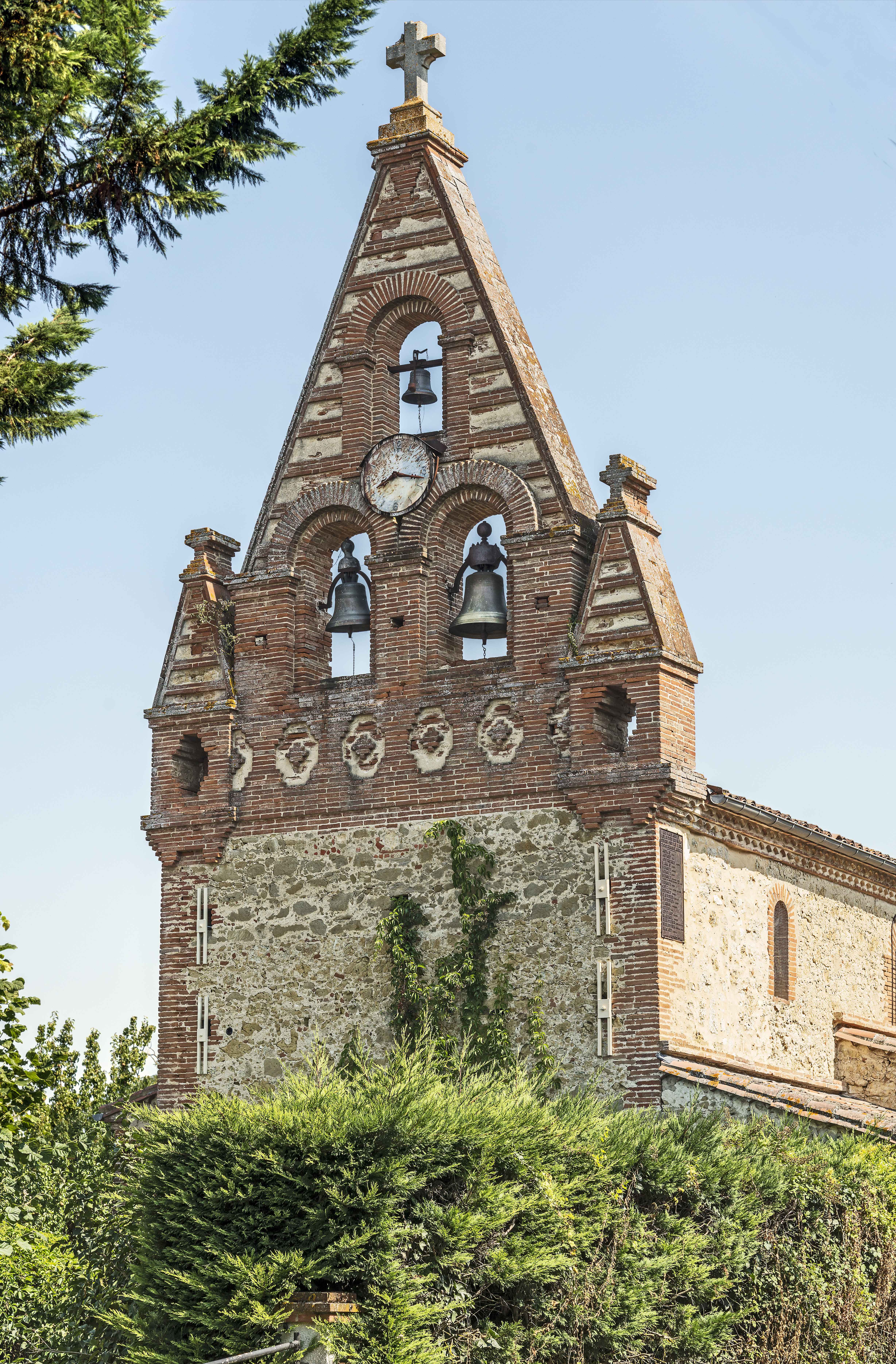
Teulat, fin du XIXe siècle.

### Picardie
Il existait en Picardie une tradition de campenards (clocher-mur). Beaucoup de petites églises rurales ont eu à souffrir des combats de la Première Guerre mondiale et ont disparu, mais certaines ont fait l'objet d'une reconstruction d'esprit moderne.

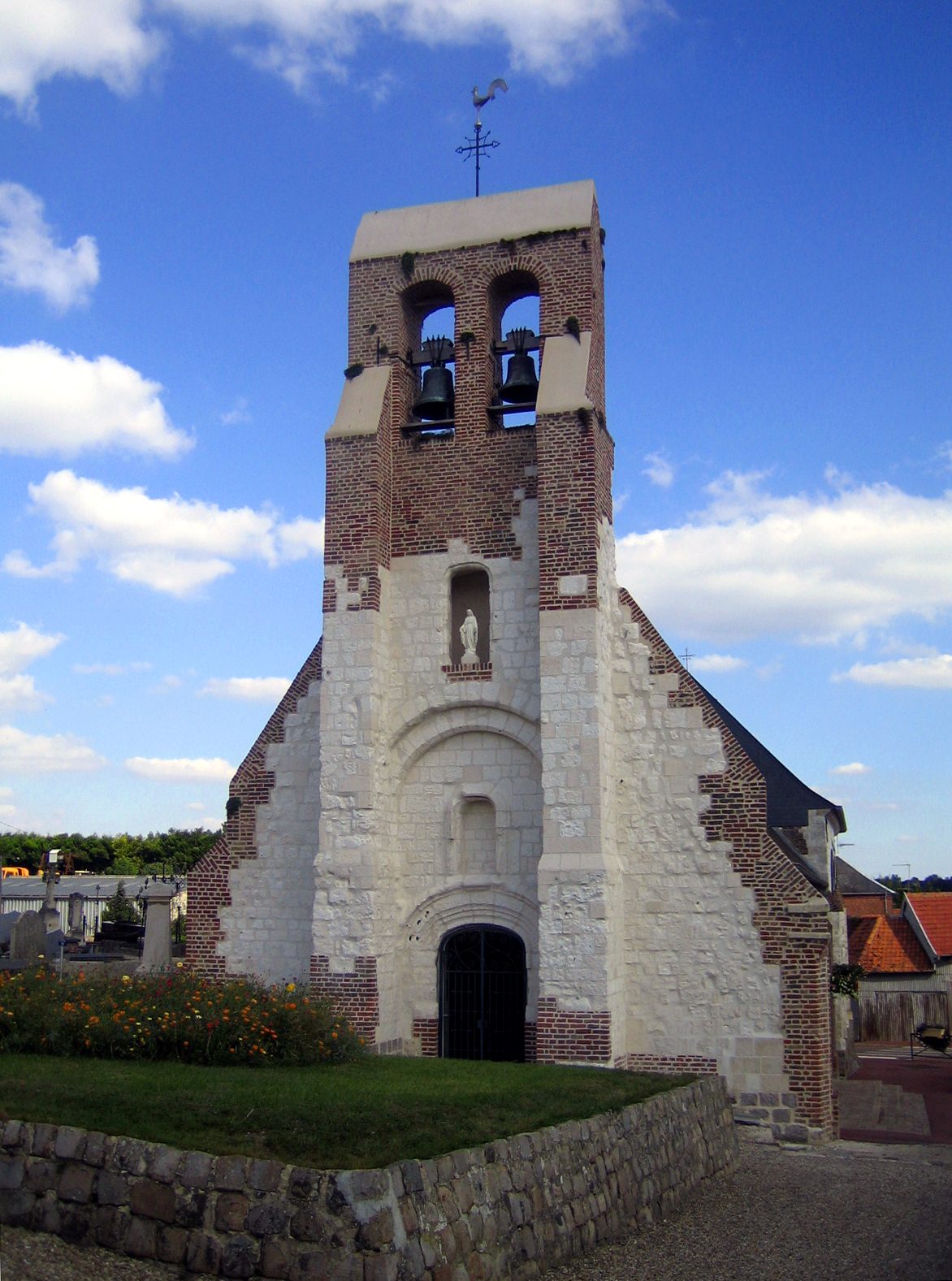
Église de Pont-de-Metz (Somme).
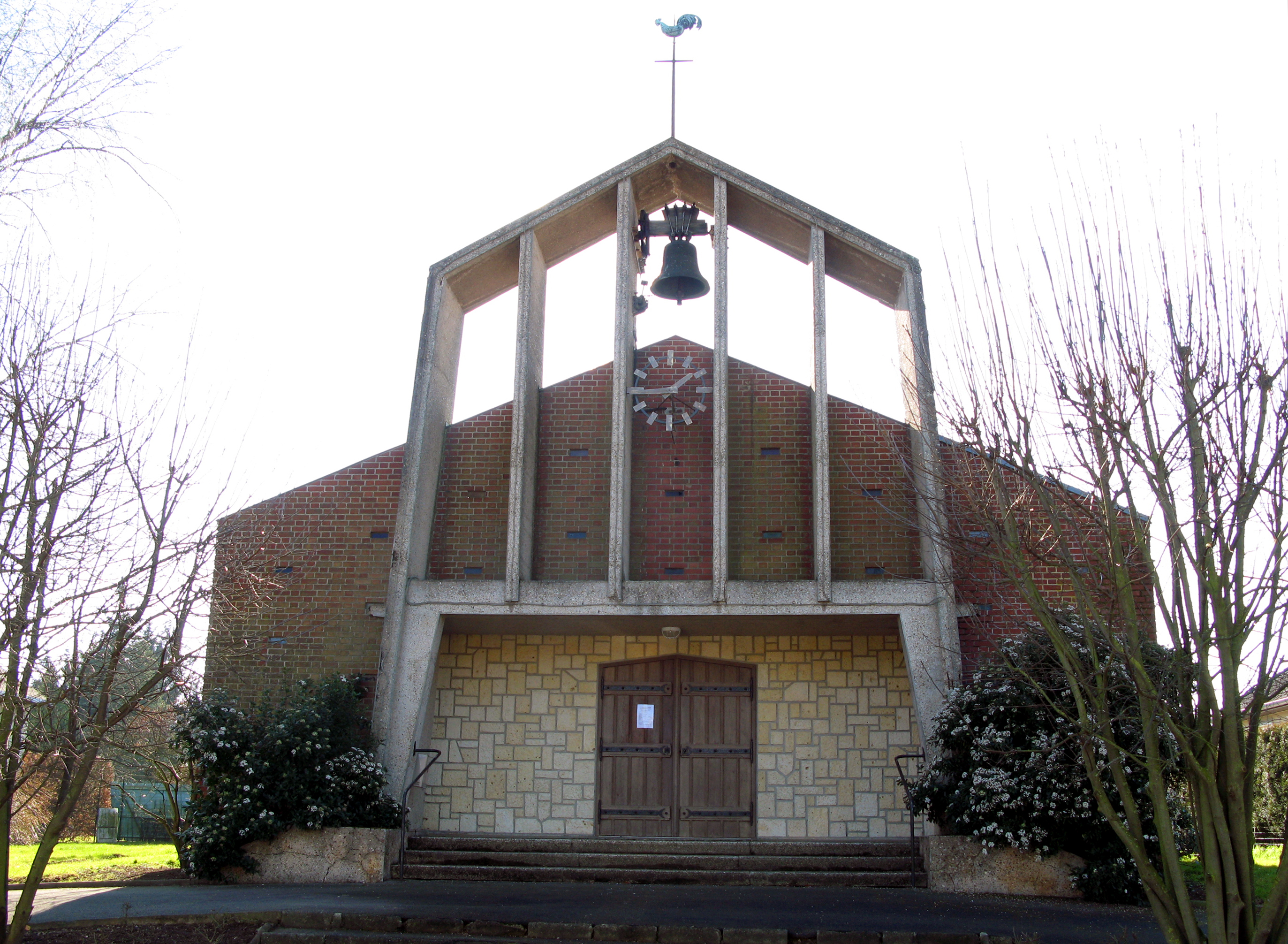
Église d'Estrées-sur-Noye (Somme), interprétation moderne du campenard.
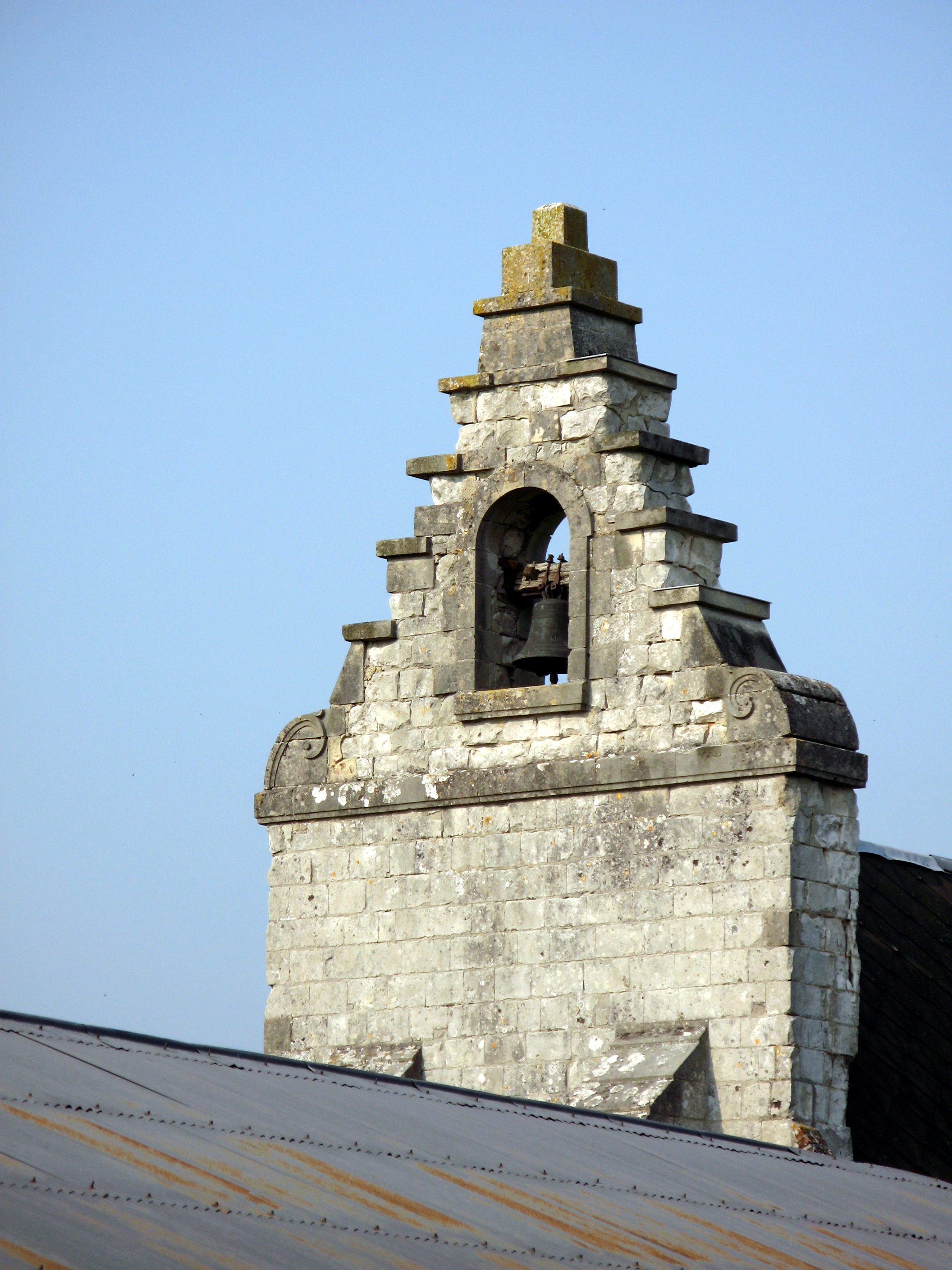
Grouches-Luchuel (Somme).
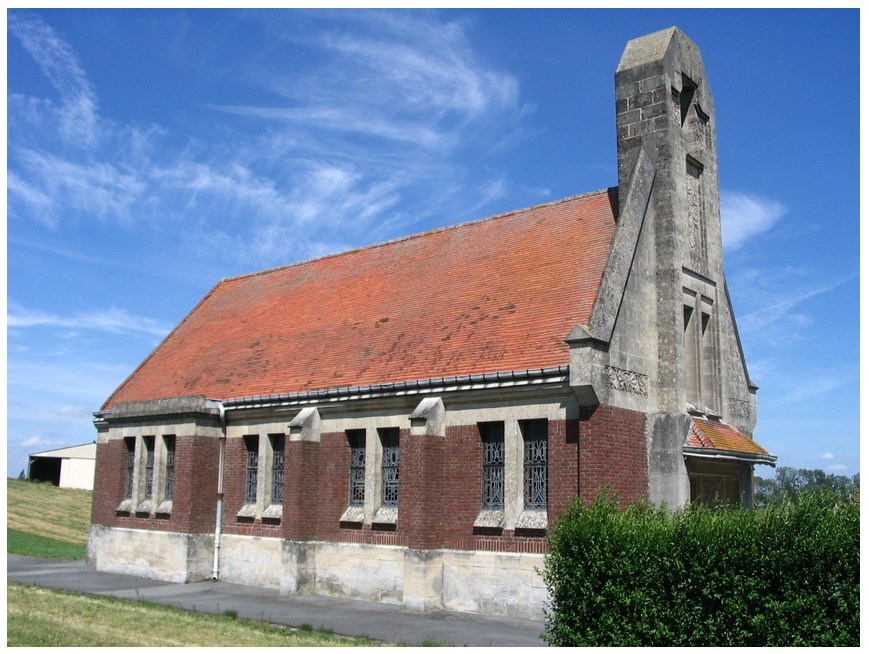
Église Sainte-Marie-Madeleine de Cizancourt.
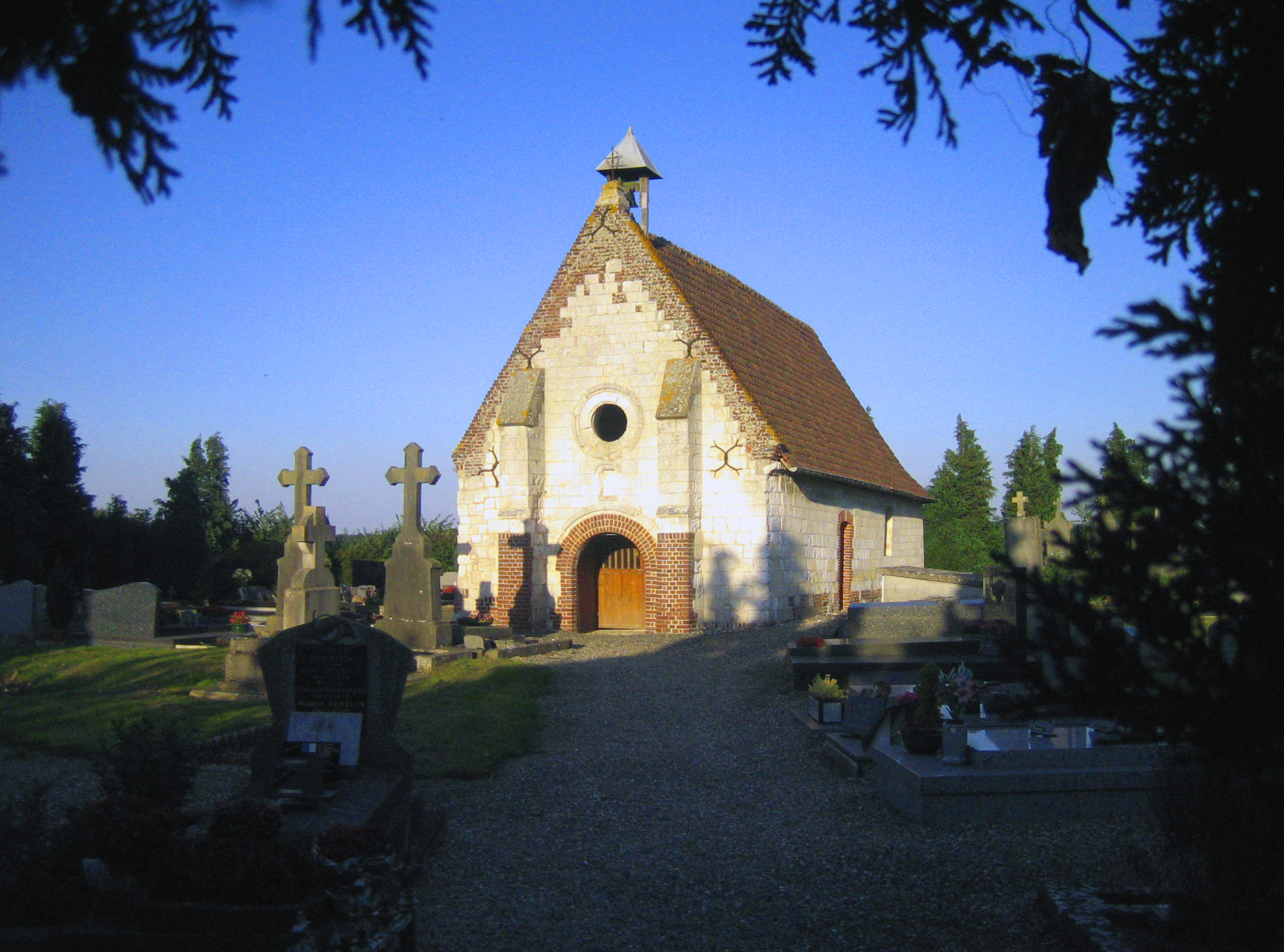
Chapelle Notre-Dame de Bovelles (Somme).

### Provence

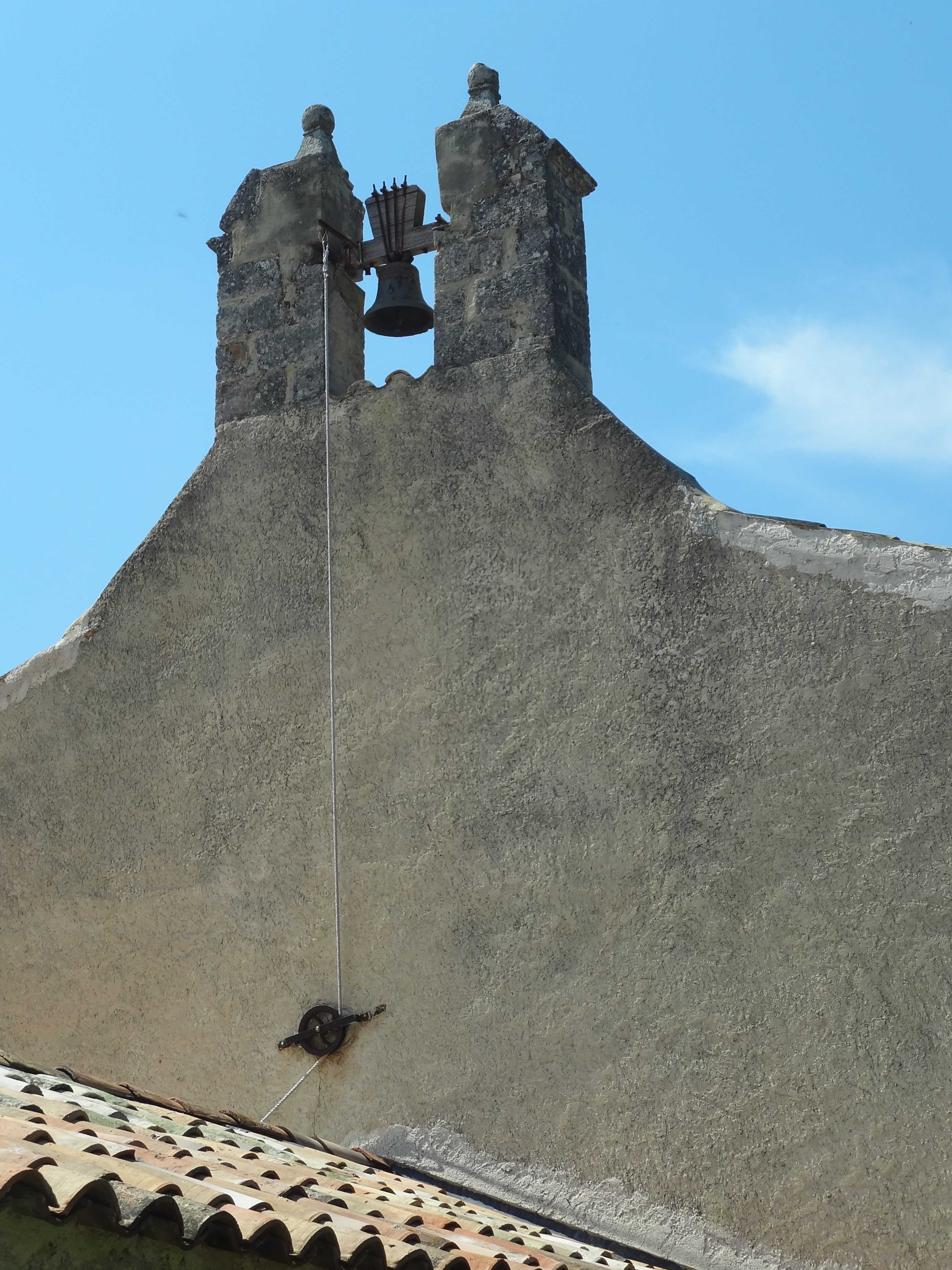
Clocher mur rudimentaire à Oraison (Alpes-de-Haute-Provence).

## Dans le monde

### Europe

#### Espagne
- Las Casas del Conde
- Corella
- Nava de Francia
- San Martín del Castañar

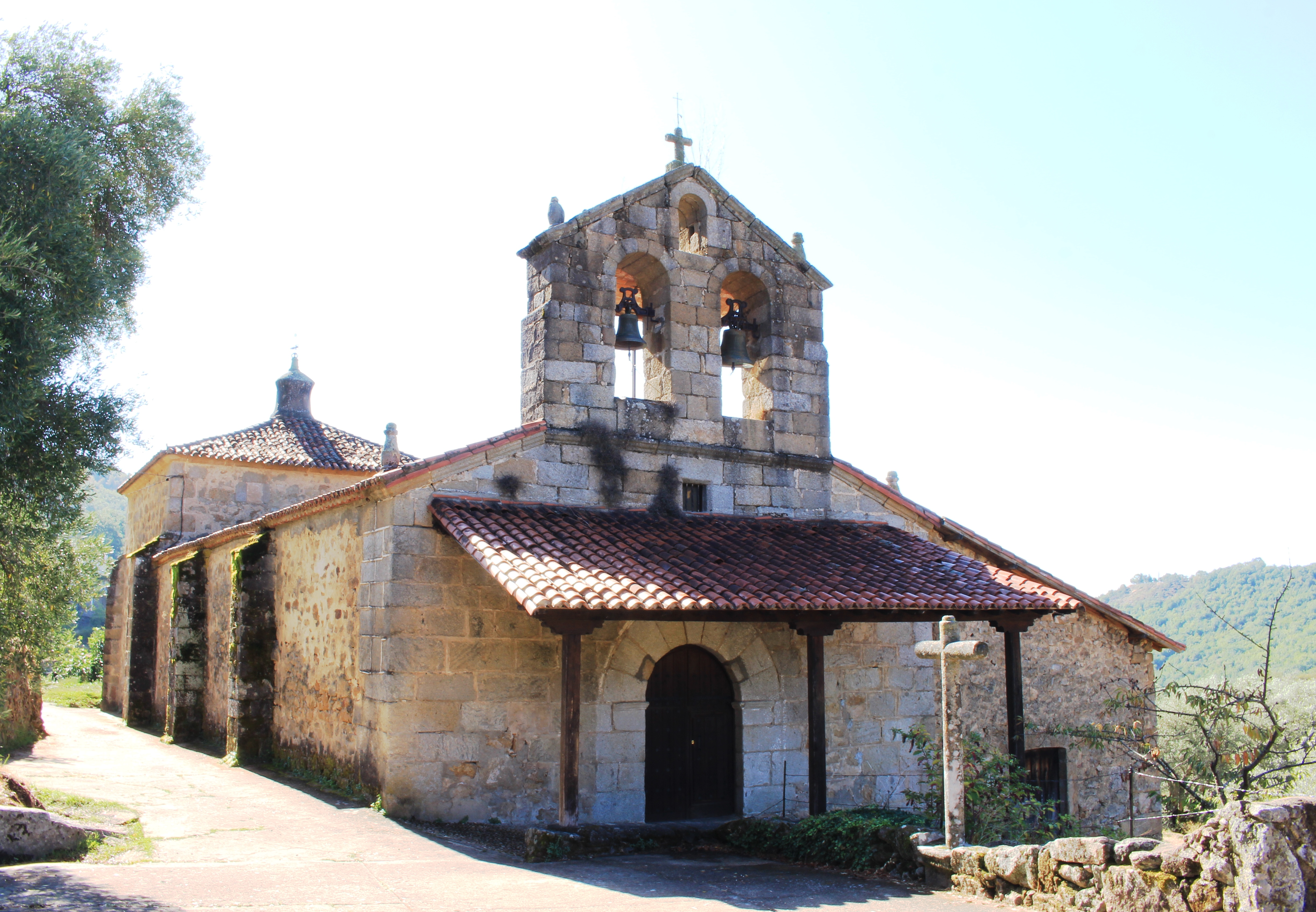
Las Casas del Conde.
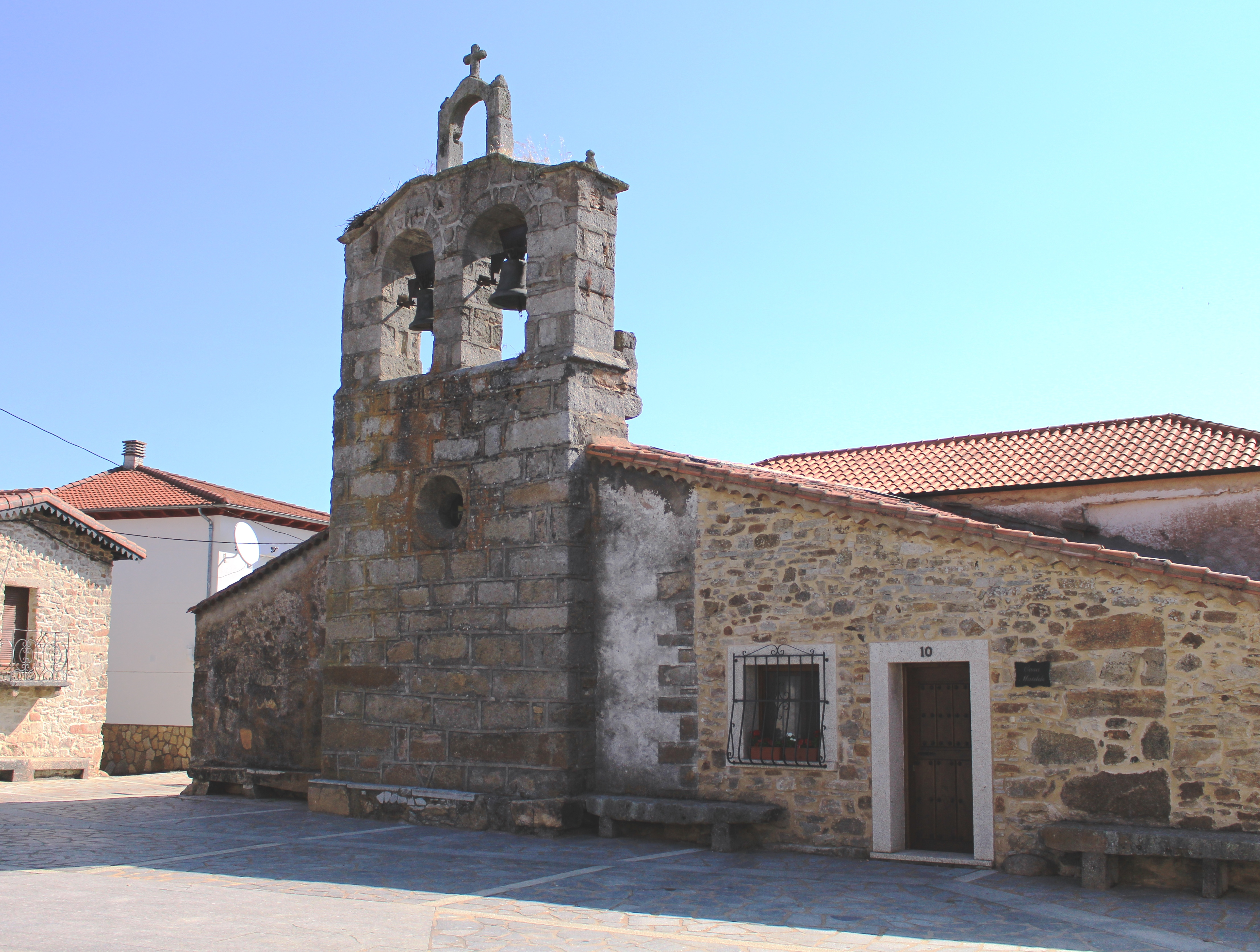
Nava de Francia.
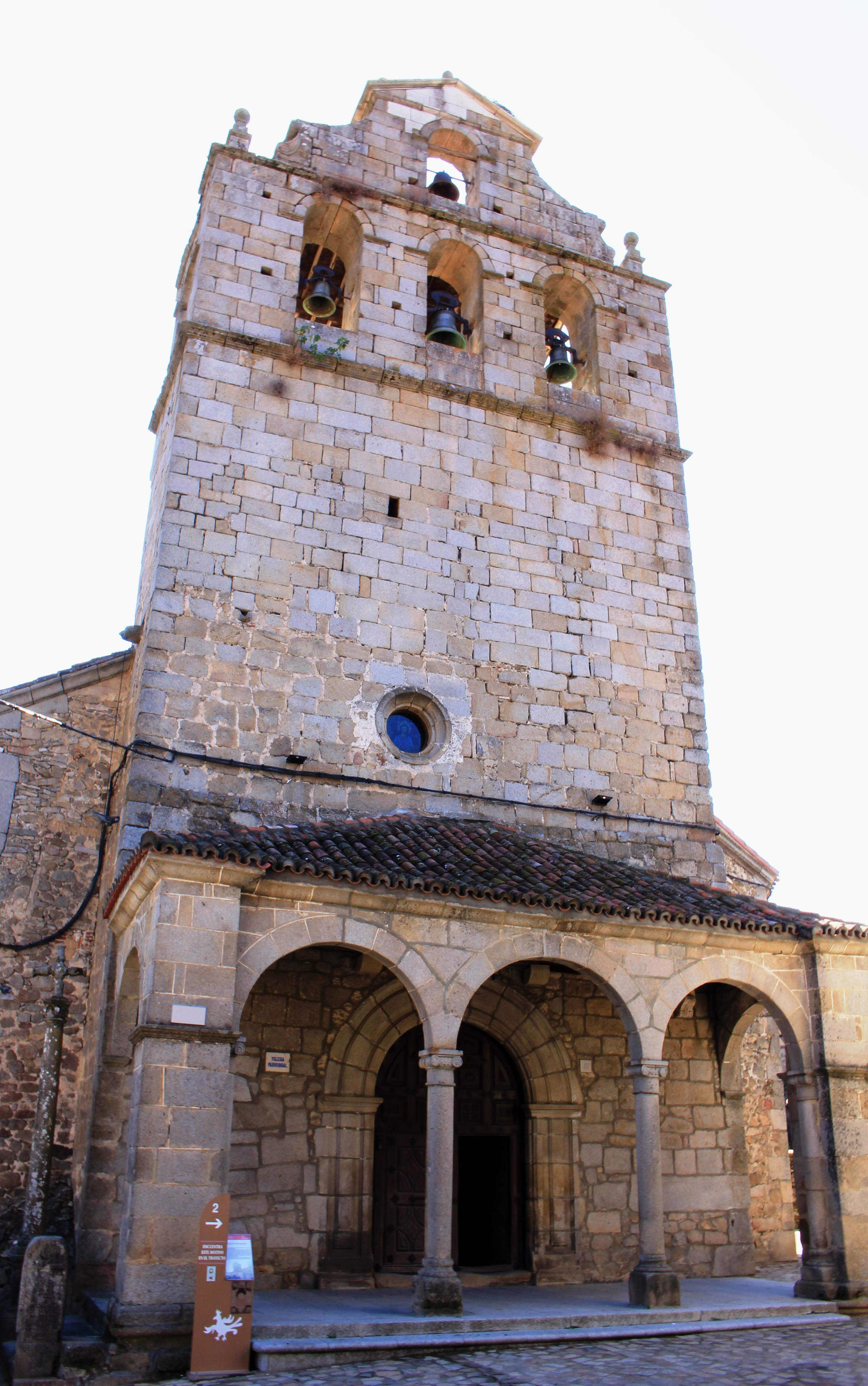
San Martín del Castañar.

#### Italie
- Arezzo

#### Portugal
- Vouzela

#### Suisse
- Treytorrens (Payerne)

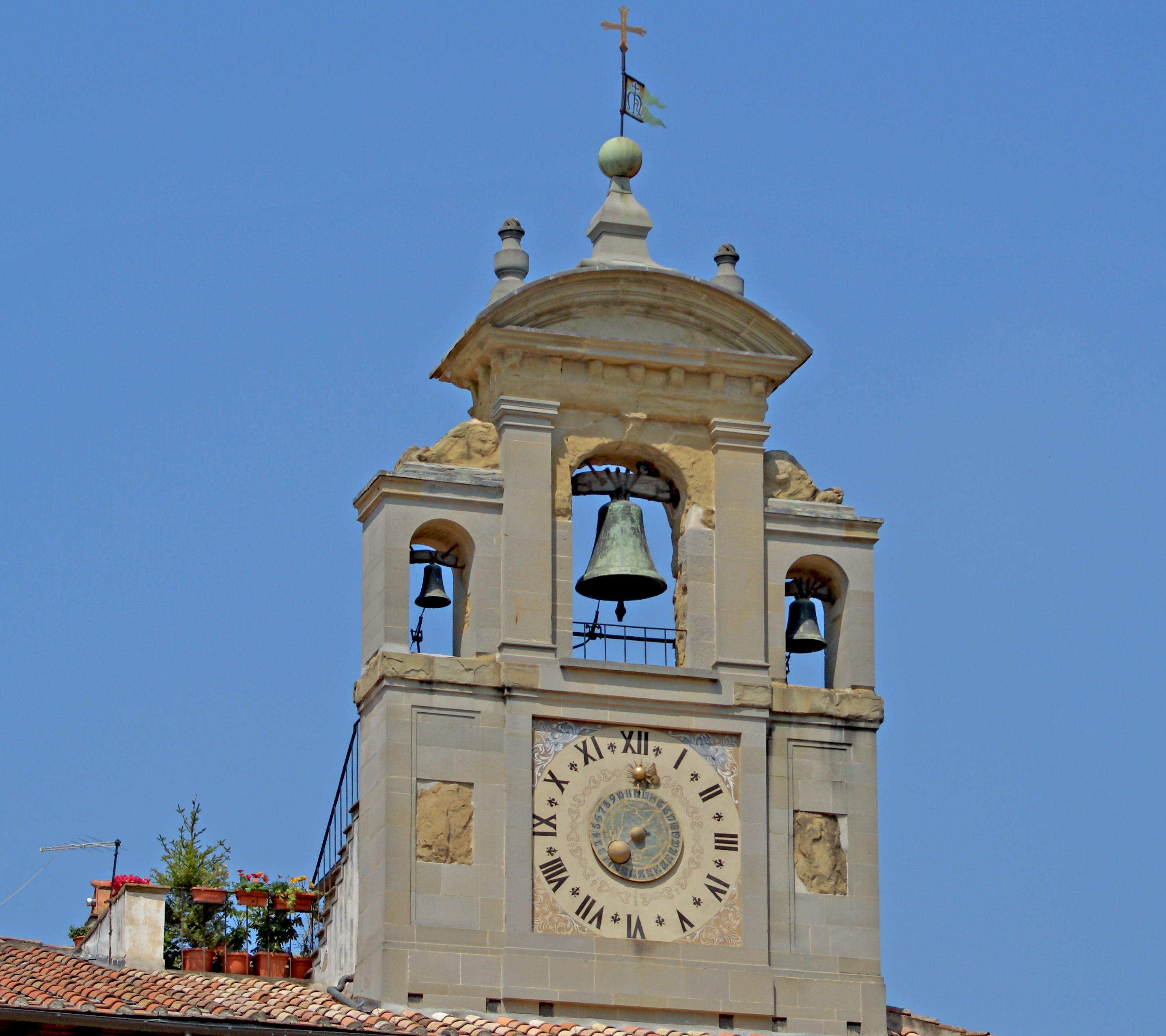
Palazzo della Fraternita dei Laici, Arezzo (Italie).
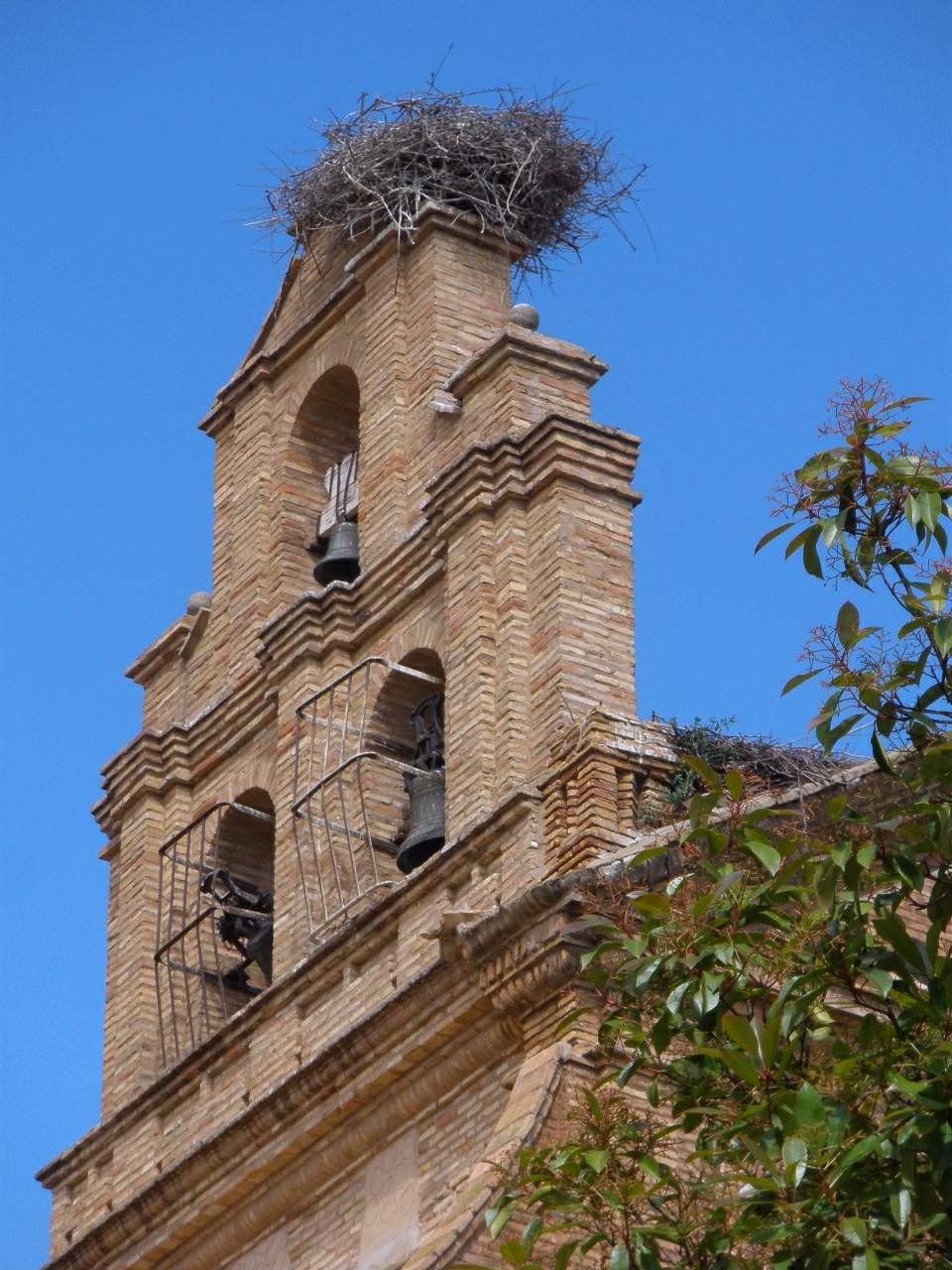
Convento de la Encarnacion, Corella, Navarre (Espagne).
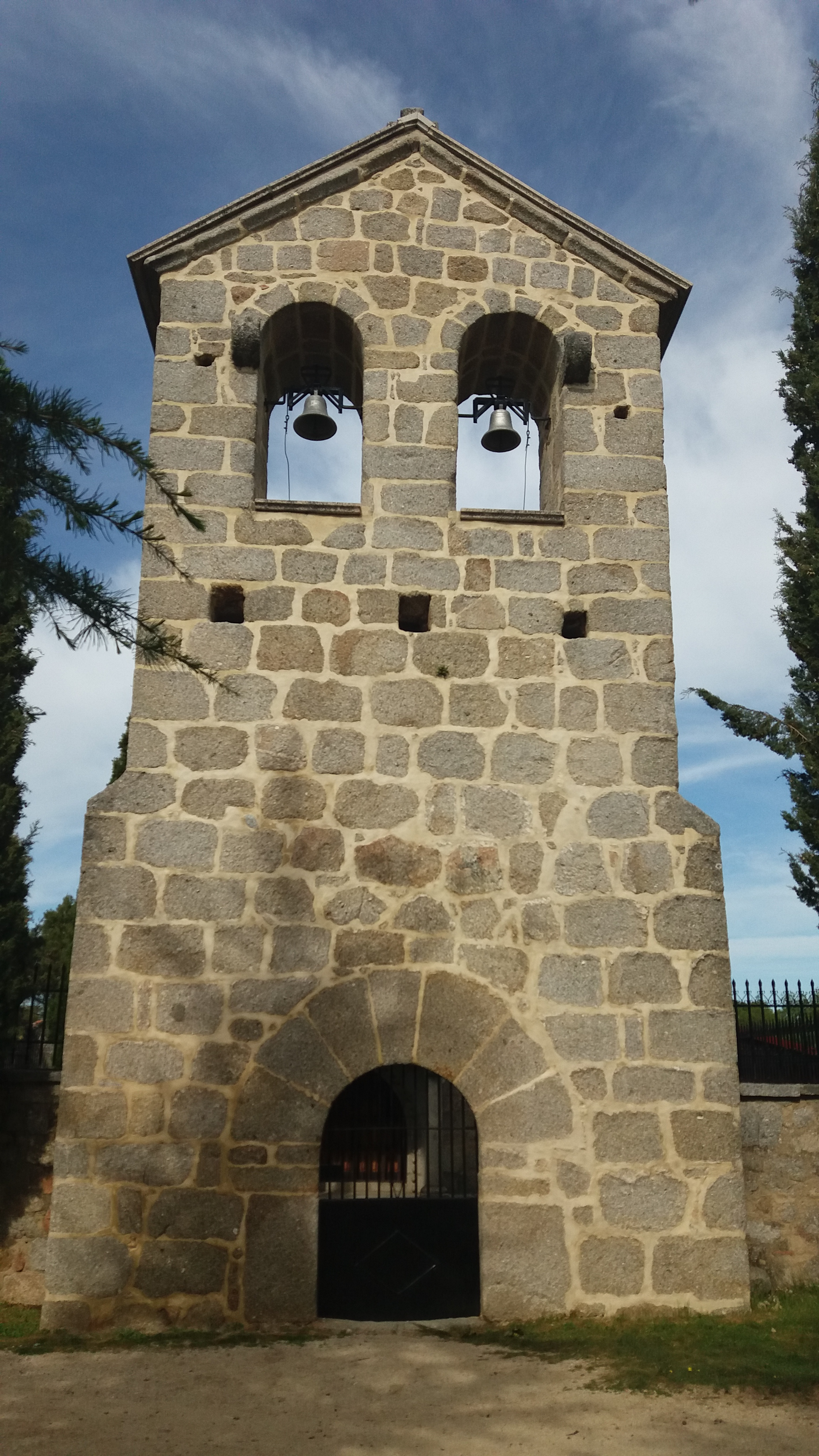
Ermita de Valmayor, Valdemorillo (Espagne).
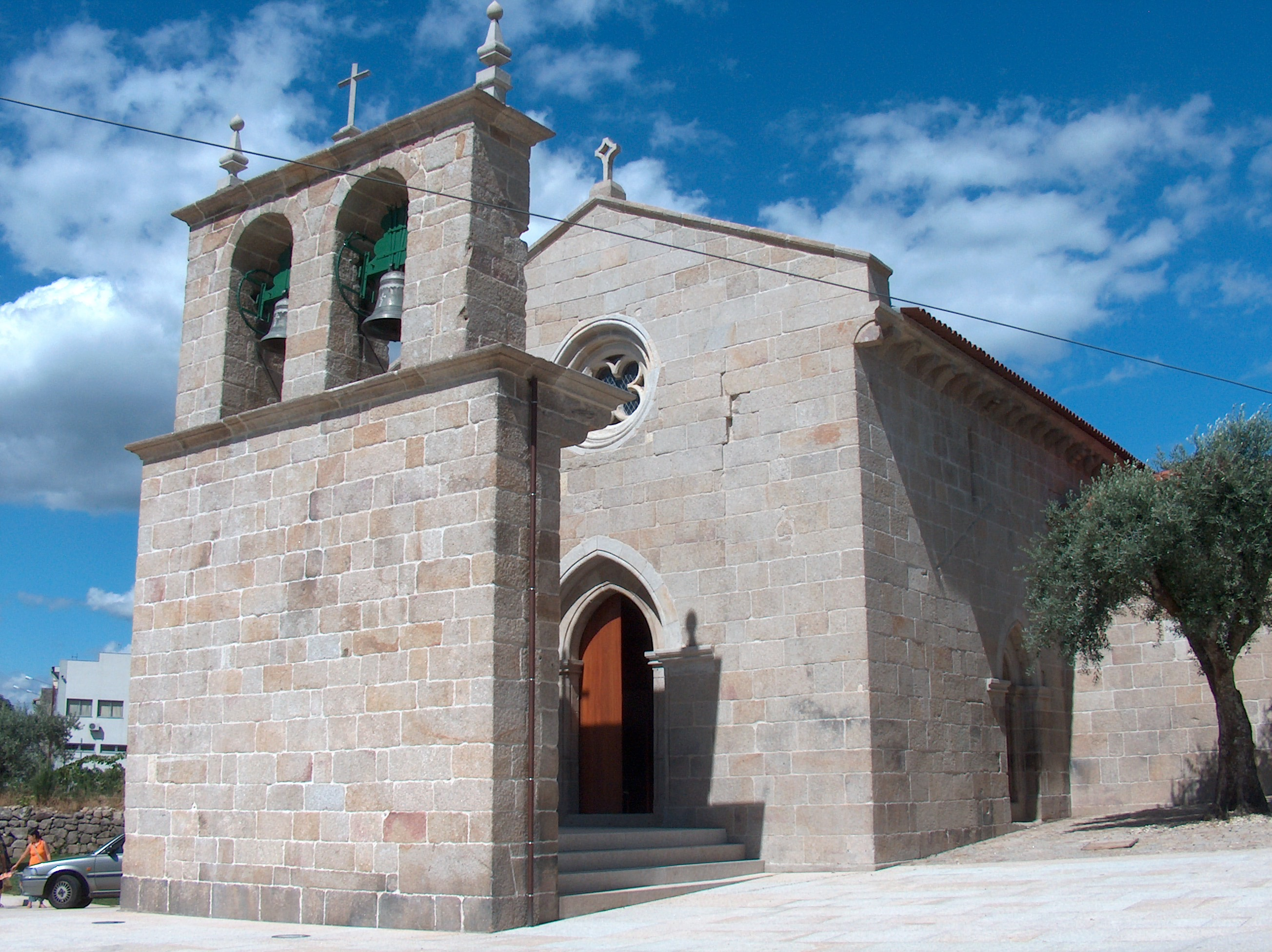
Igreja Matriz de Vouzela (Portugal).
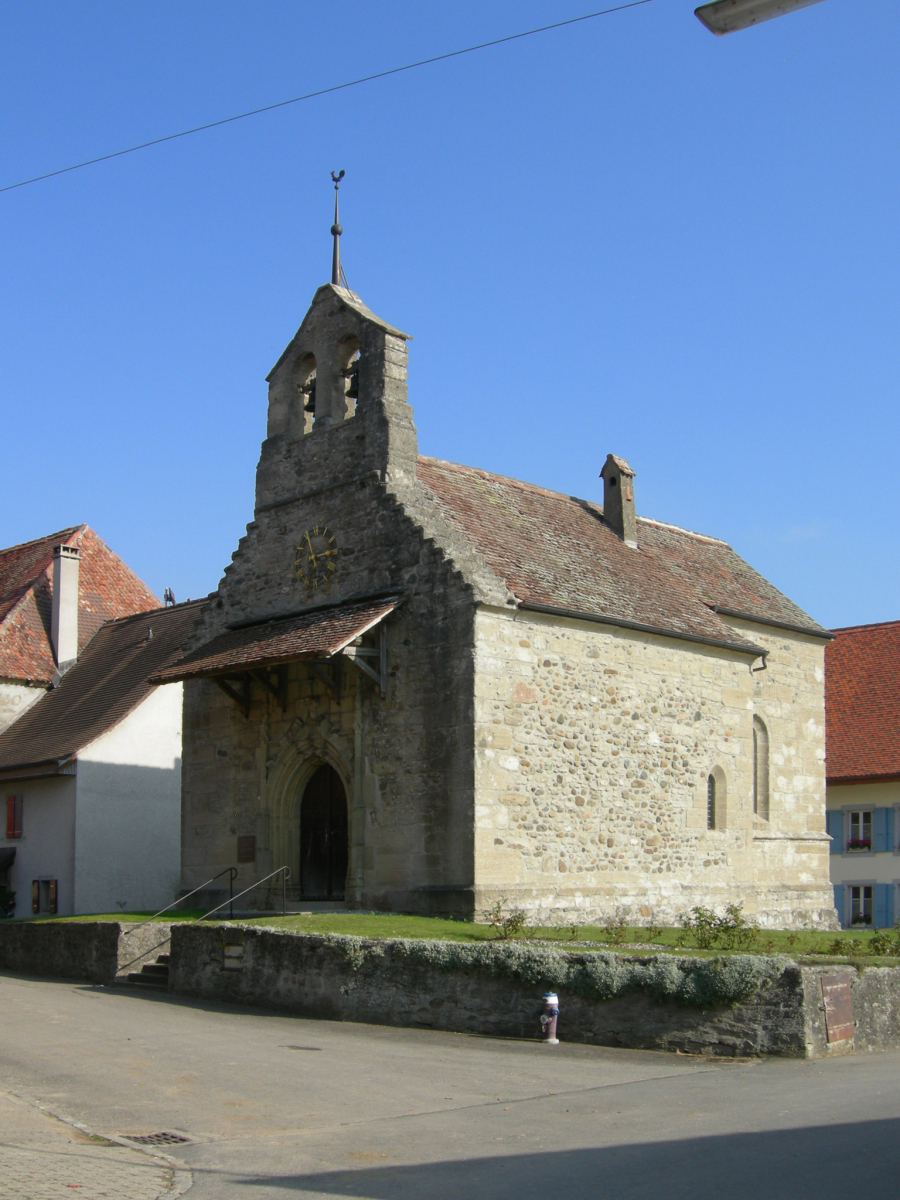
Église de Treytorrens (Suisse).

### Mexique
- Xilitla
- San Miguel de Allende
- Tlayacapan (en)

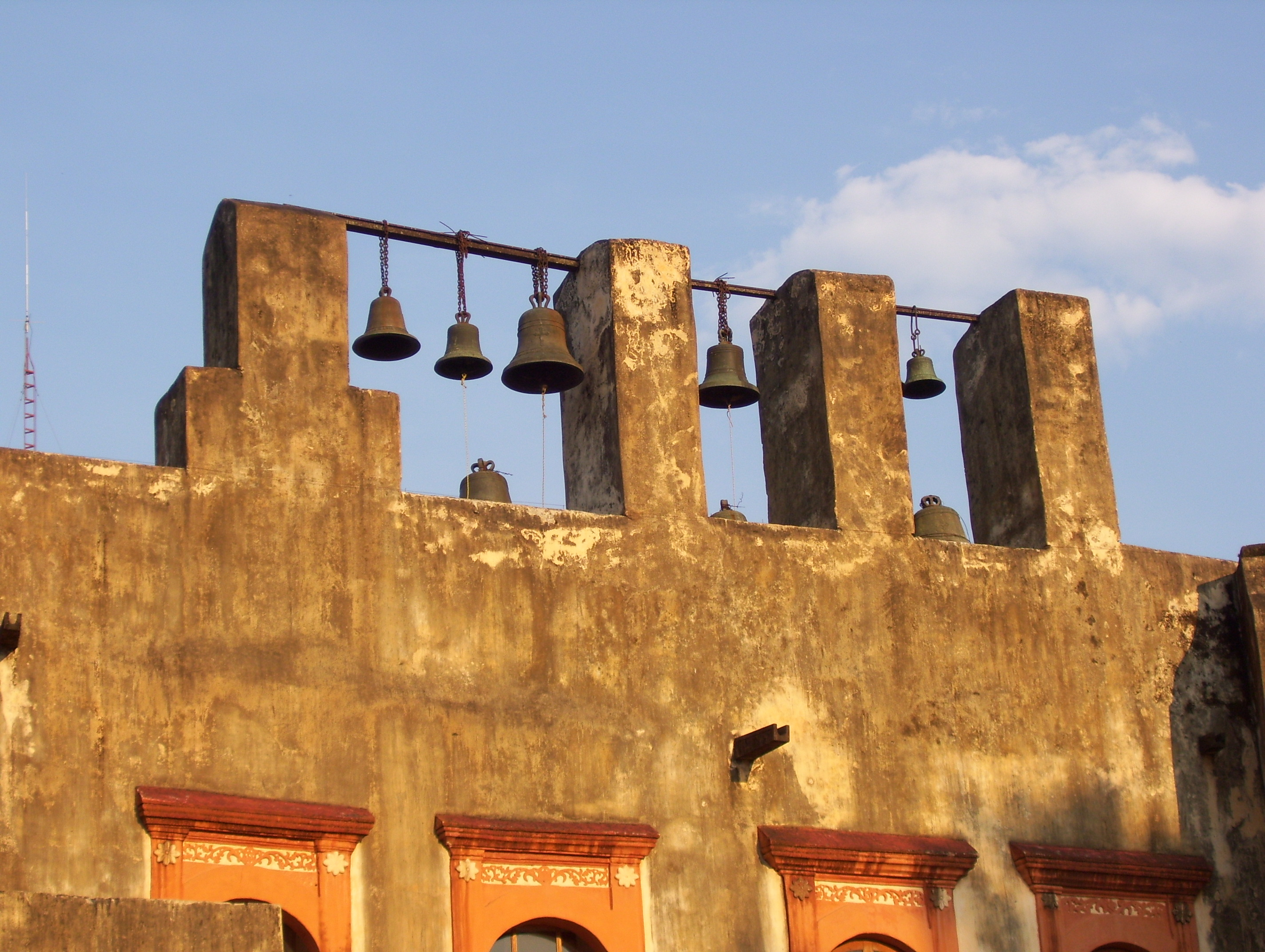
Temple de San Agustín, à Xilitla.
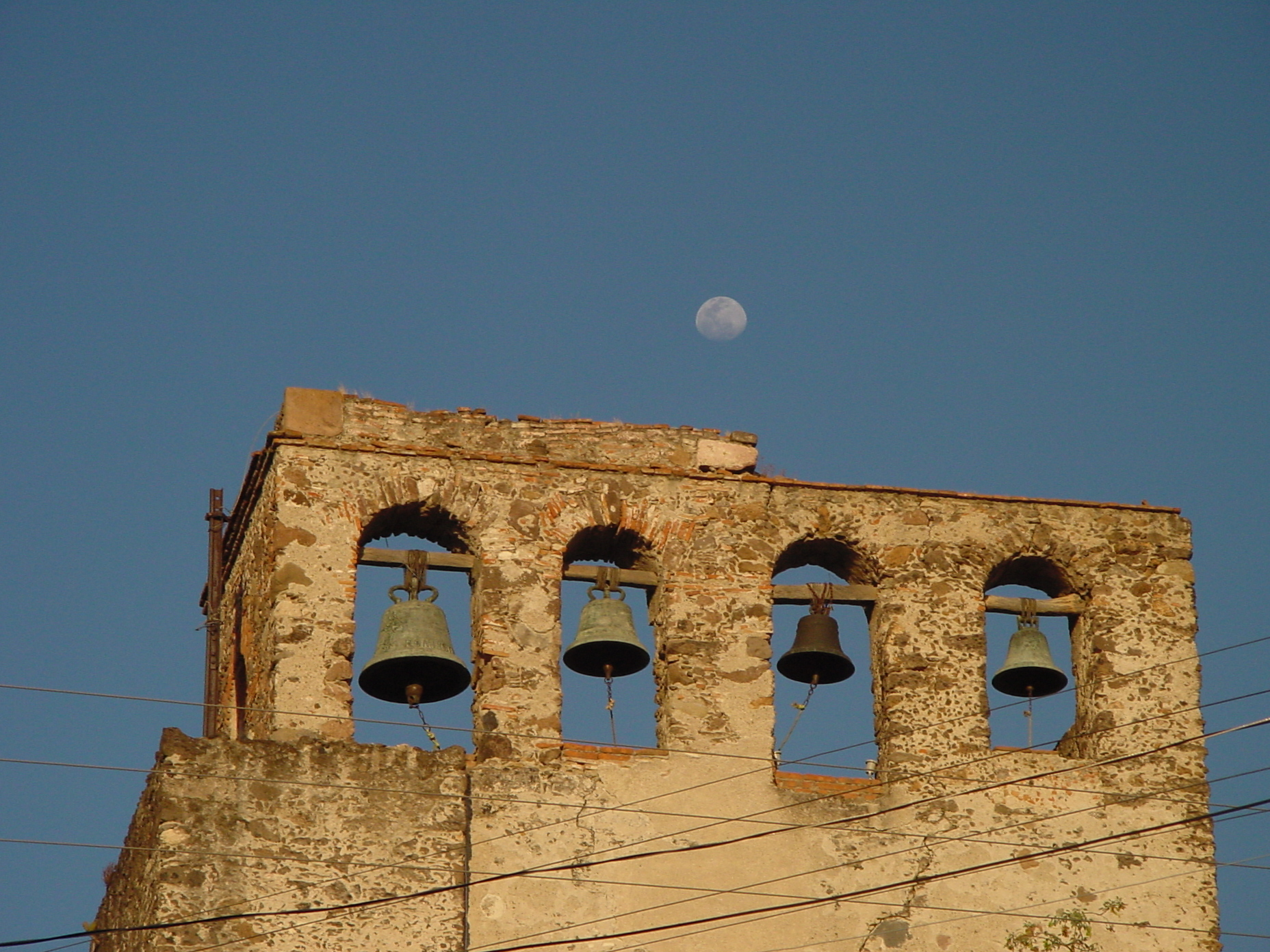
Église de Santo Domingo, à San Miguel de Allende.
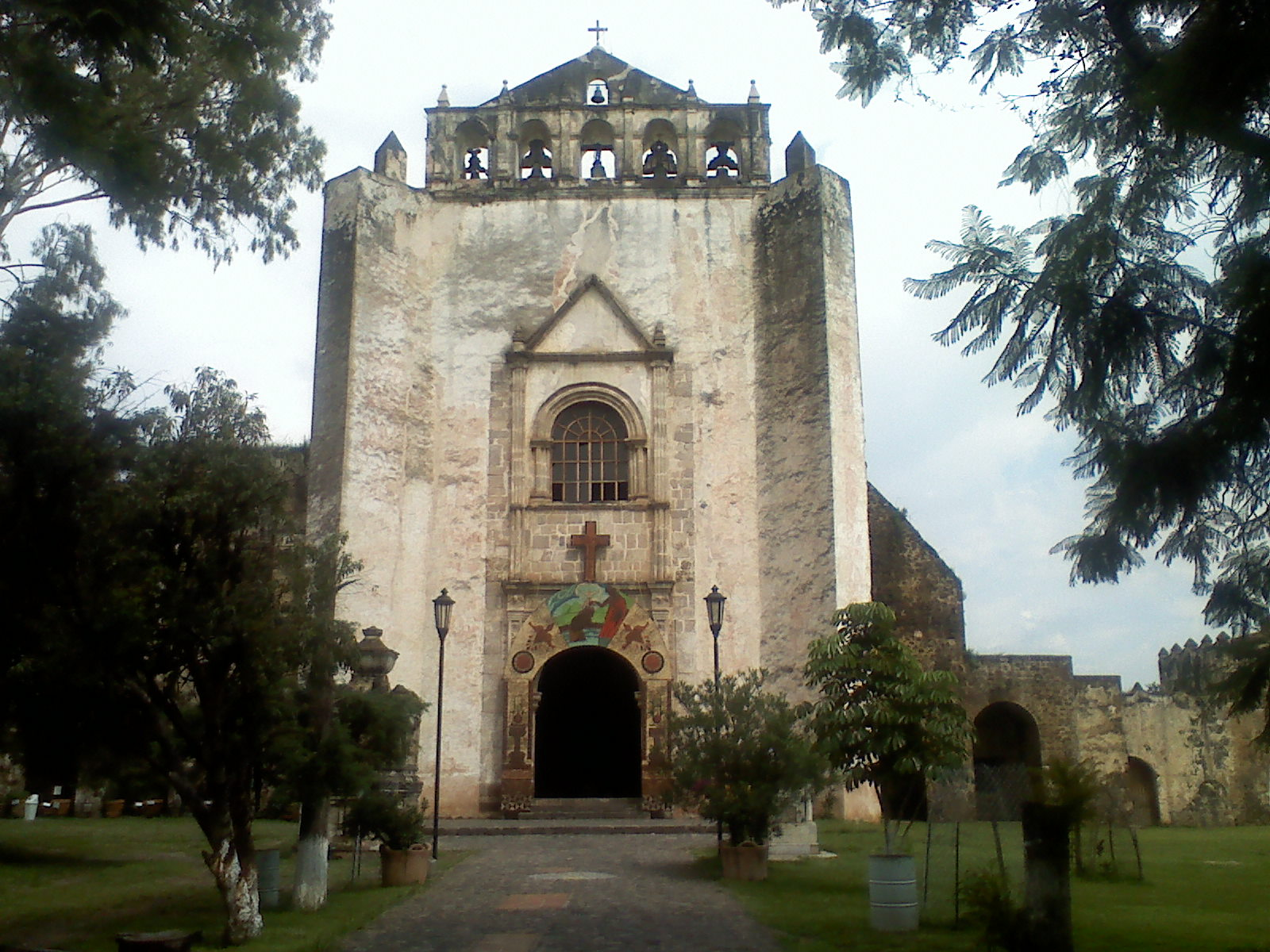
Ancien couvent de San Juan Bautista, à Tlayacapan

### Russie
Le clocher-arcade est une particularité des églises de la ville de Pskov en Russie (mais il en existe aussi à Rostov Veliki, à Souzdal, à Novgorod). À partir du XVe siècle, de nombreux clochers de ce type apparaissent dans la ville. Ils sont surmontés d'une croix. Ils imposent à la ville une ordonnance horizontale à côté des églises qui sont de taille réduite. Leurs dimensions sont variables, mais leur simplicité extrême est une constante. Les cloches font leur apparition au XIe siècle en Russie. Au début, leurs dimensions réduites n'exigent que deux piliers en bois reliés par une poutre. Mais progressivement le remplacement des  églises en bois par des églises en pierre font apparaître de véritables clochers. Lorsque les cloches se font plus lourdes, le clocher-arcade est bâti perpendiculairement à l'un des murs de l'église.

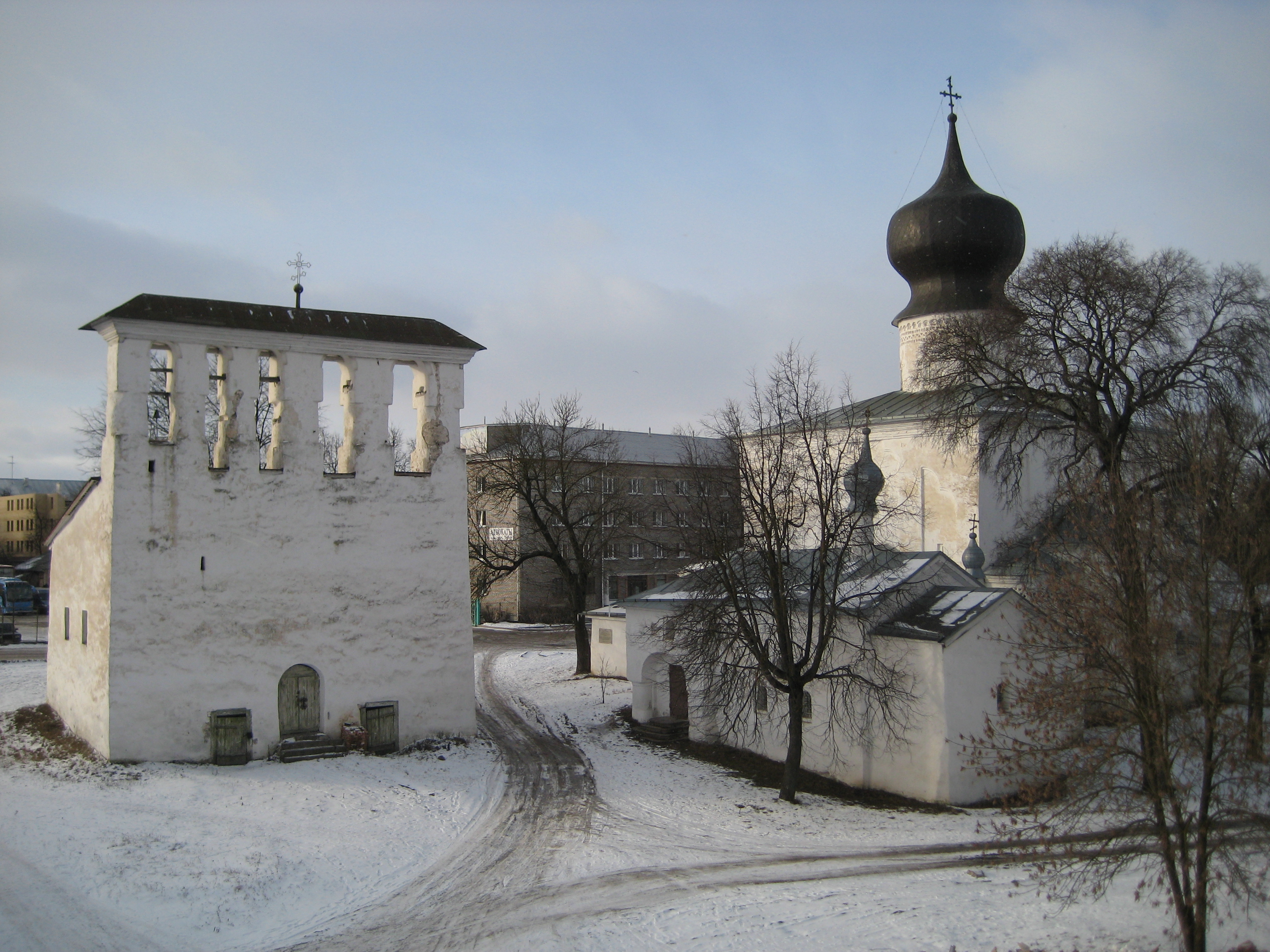
Église de l'Assomption-du-Bac, Pskov.